# 祥華邨

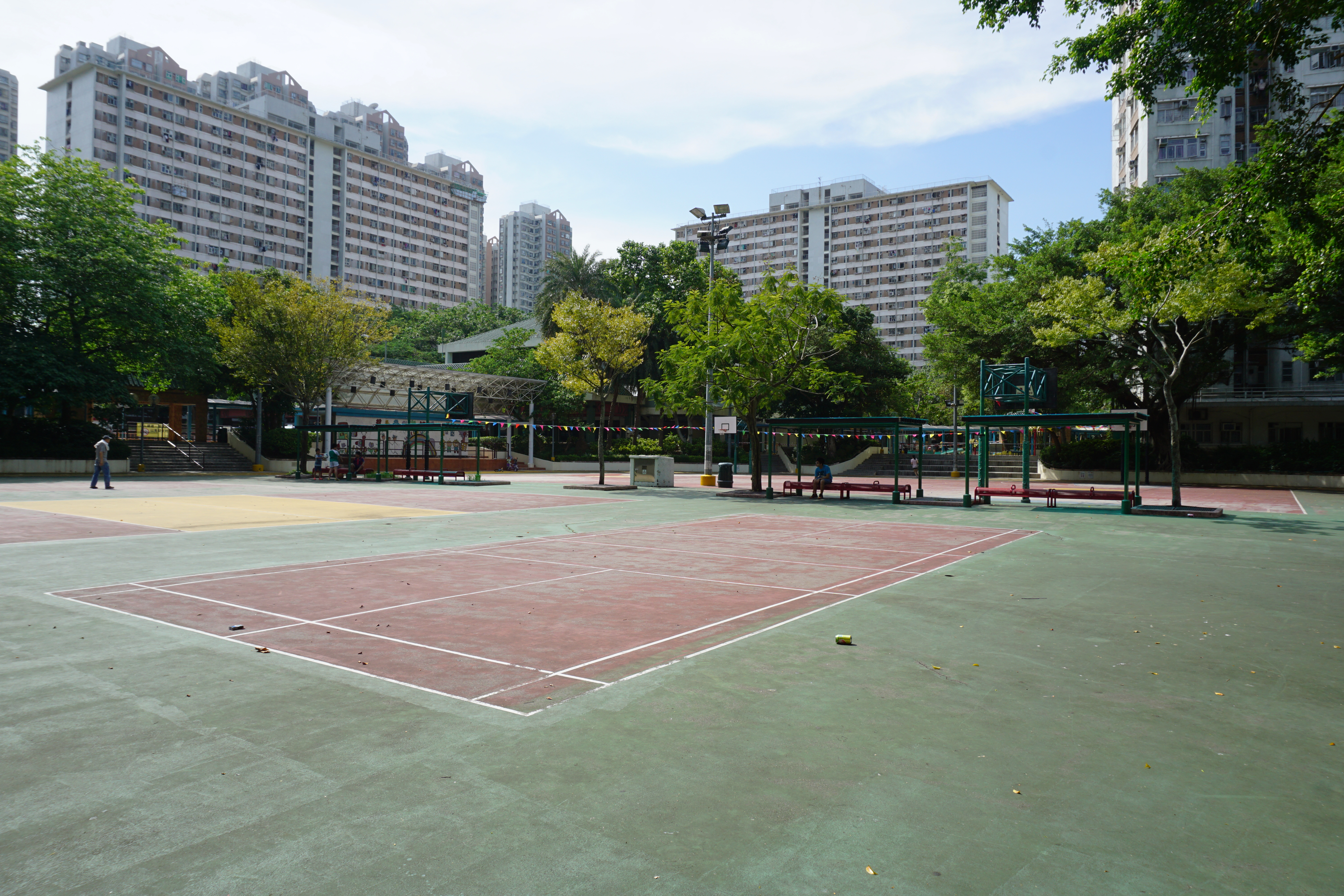
祥華邨排球場、羽毛球場及籃球場

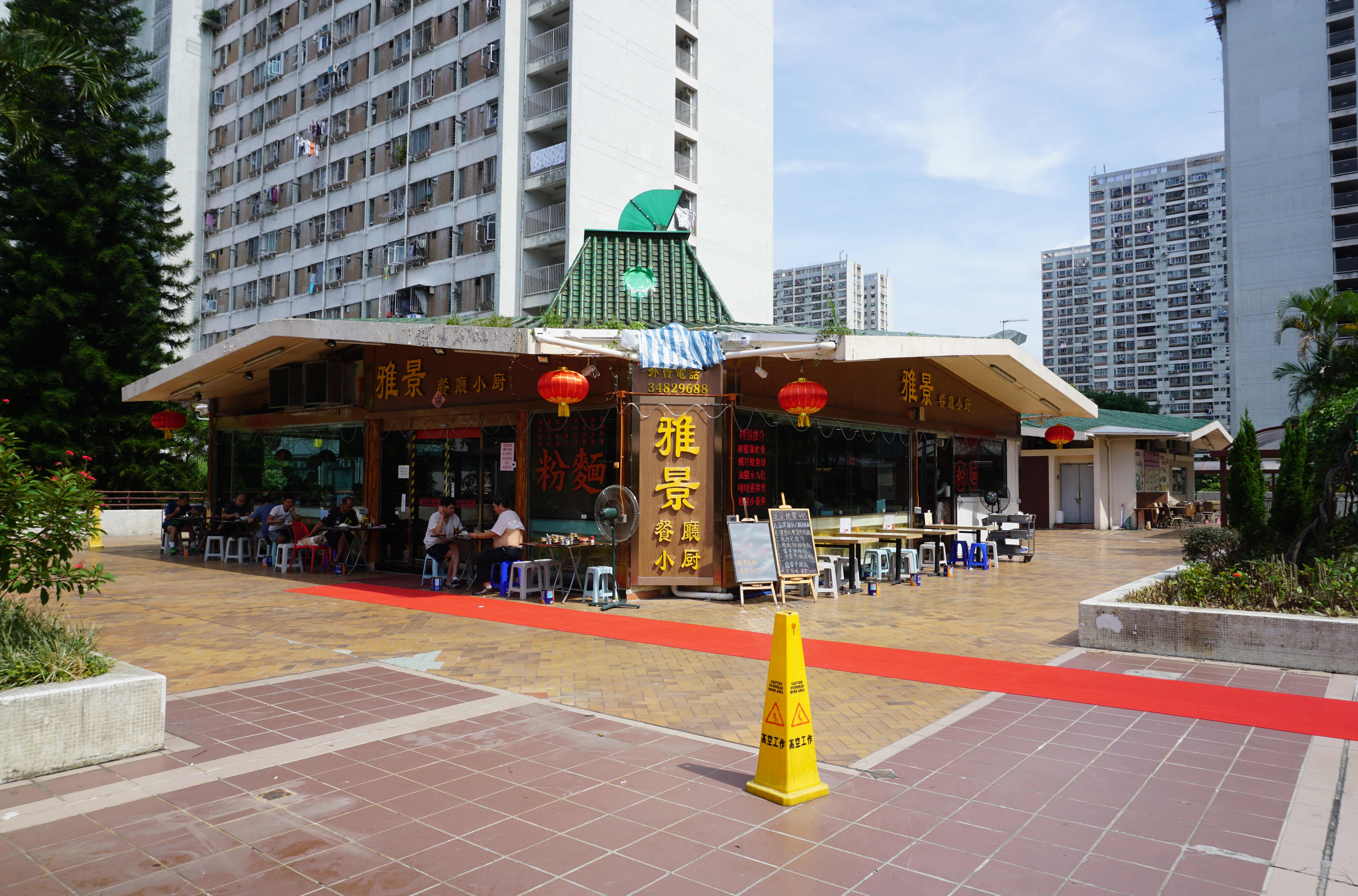
冬菇亭茶餐廳

祥華邨（英語：Cheung Wah Estate）是香港的一個公共屋邨，項目編號為FL01，位於新界北區粉嶺的中部、東鐵綫路軌的東面，由房屋署總建築師周修德為首及其團隊於1981年聯手設計，於1984年至1986年間入伙；其後於1998年在租者置其屋計劃（第六期甲）將單位出售給所屬租戶，現已成立業主立案法團。
值得一提的是，位於此邨的祥德樓是全港首座落成的Y型大廈，於1984年9月落成。

## 歷史

### 命名
祥華邨在規劃期間及入伙前，曾以所在地粉嶺黃崗山命名為黃崗山邨，原址亦為黃崗山的村舍和農地，但為免讓部份人聯想到與1911年廣州起義（俗稱黃花崗起義）及黃花崗七十二烈士陵園的關係，故此再度更名為祥華邨。
而祥華邨一名同樣具有典故，根據饒玖才《香港地名探索》一書表示：「粉嶺有公共屋邨名曰祥華邨，因其所在早年建有藏霞精舍，用藏霞二字諧音祥華為新邨名。」藏霞精舍為一位處粉嶺區之道教先天道道觀。

### 早期規劃
根據1981年大公報的文章報導，表示房委會當時的規劃是將會興建兩幢Y型大廈、三幢雙塔式大廈以及兩幢舊長型大廈，總數一共七幢。後來其中興建雙塔式大廈的計劃已在約半年後擱置，而該三幢最終改為工字型大廈。

## 屋邨資料

### 樓宇
| 樓宇名稱（座號）     | 樓宇類型                     | 落成日期  | 入伙日期     | 樓宇層數 （住宅層數） | 每層伙數                                 | 單位總數（伙） | 建築師                           | 承建商   | 提供升降機的廠商 | 期數 |
| -------------------- | ---------------------------- | --------- | ------------ | --------------------- | ---------------------------------------- | -------------- | -------------------------------- | -------- | ---------------- | ---- |
| 祥和樓 （第1座高座） | 雙連座工字型 （第二代設計）  | 1984年    | 1984年3月1日 | 28（2-28樓）          | 15                                       | 405            | 房屋署總建築師周修德為首及其團隊 | 均利建築 | 東芝 CV20 ACVV   | 1    |
| 祥樂樓 （第1座低座） | 雙連座工字型 （第二代設計）  | 1984年    | 1984年3月1日 | 26（2-26樓）          | 15                                       | 374            | 房屋署總建築師周修德為首及其團隊 | 均利建築 | 東芝 CV20 ACVV   | 1    |
| 祥裕樓 （第2座低座） | 雙連座工字型 （第二代設計）  | 1984年    | 1984年3月1日 | 26（2-26樓）          | 15                                       | 374            | 房屋署總建築師周修德為首及其團隊 | 均利建築 | 東芝 CV20 ACVV   | 1    |
| 祥豐樓 （第2座高座） | 雙連座工字型 （第二代設計）  | 1984年    | 1984年3月1日 | 28（2-28樓）          | 15                                       | 404            | 房屋署總建築師周修德為首及其團隊 | 均利建築 | 東芝 CV20 ACVV   | 1    |
| 祥順樓 （第3座高座） | 雙連座工字型 （第二代設計）  | 1984年    | 1984年3月1日 | 28（地下、2至28樓）   | 僅提供101-116號室（地下） 15（2至28樓）  | 420            | 房屋署總建築師周修德為首及其團隊 | 均利建築 | 東芝 CV20 ACVV   | 1    |
| 祥景樓 （第3座低座） | 雙連座工字型 （第二代設計）  | 1984年    | 1984年3月1日 | 26（地下、2至26樓）   | 僅提供101－110號室（地下） 15（2至26樓） | 384            | 房屋署總建築師周修德為首及其團隊 | 均利建築 | 東芝 CV20 ACVV   | 1    |
| 祥德樓 （第4座）     | Y2型                         | 1984年9月 | 1985年1月1日 | 34（2-34樓）          | 24                                       | 792            | 房屋署總建築師周修德為首及其團隊 | 有成建築 | 日立 DCGL DC     | 2    |
| 祥智樓 （第5座）     | Y2型                         | 1986年    | 1986年2月1日 | 34（1-34樓）          | 24                                       | 816            | 房屋署總建築師周修德為首及其團隊 | 均利建築 | 快高靈 DC        | 3    |
| 祥禮樓 （第6座）     | 舊長型 （中央走廊式，連接C） | 1984年    | 1984年6月1日 | 19（2-19樓）          | 33                                       | 560            | 房屋署總建築師周修德為首及其團隊 | 有成建築 | 日立 YP ACVV     | 2    |
| 祥頌樓 （第7座）     | 舊長型 （中央走廊式，連接C） | 1984年    | 1984年5月1日 | 19（2-19樓）          | 33                                       | 593            | 房屋署總建築師周修德為首及其團隊 | 有成建築 | 日立 YP ACVV     | 2    |

順帶一提，祥華邨現時未納入升降機優化計劃當中。

## 邨內其他設施

### 商場

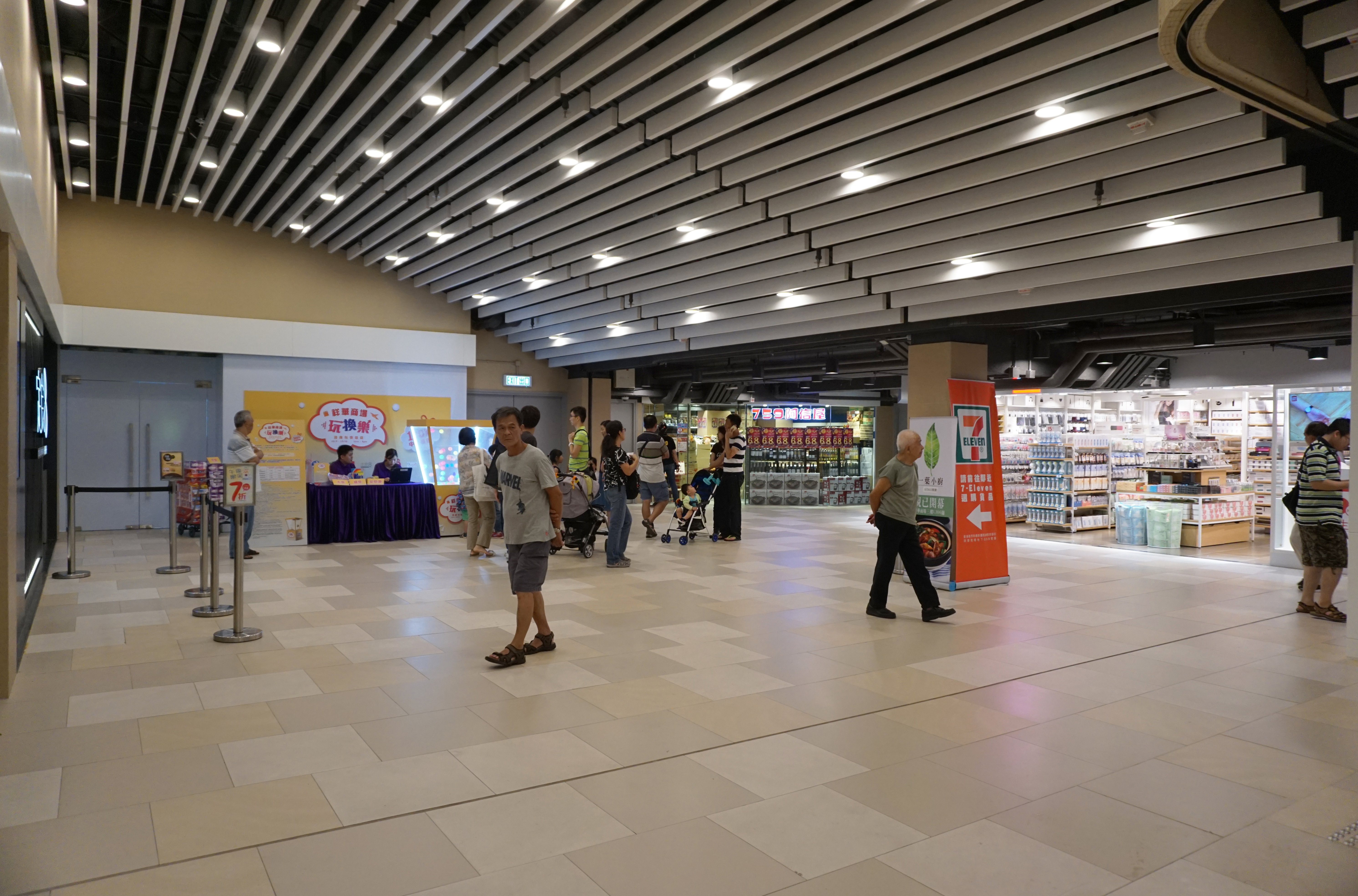
翻新後的祥華商場3樓（2017年）

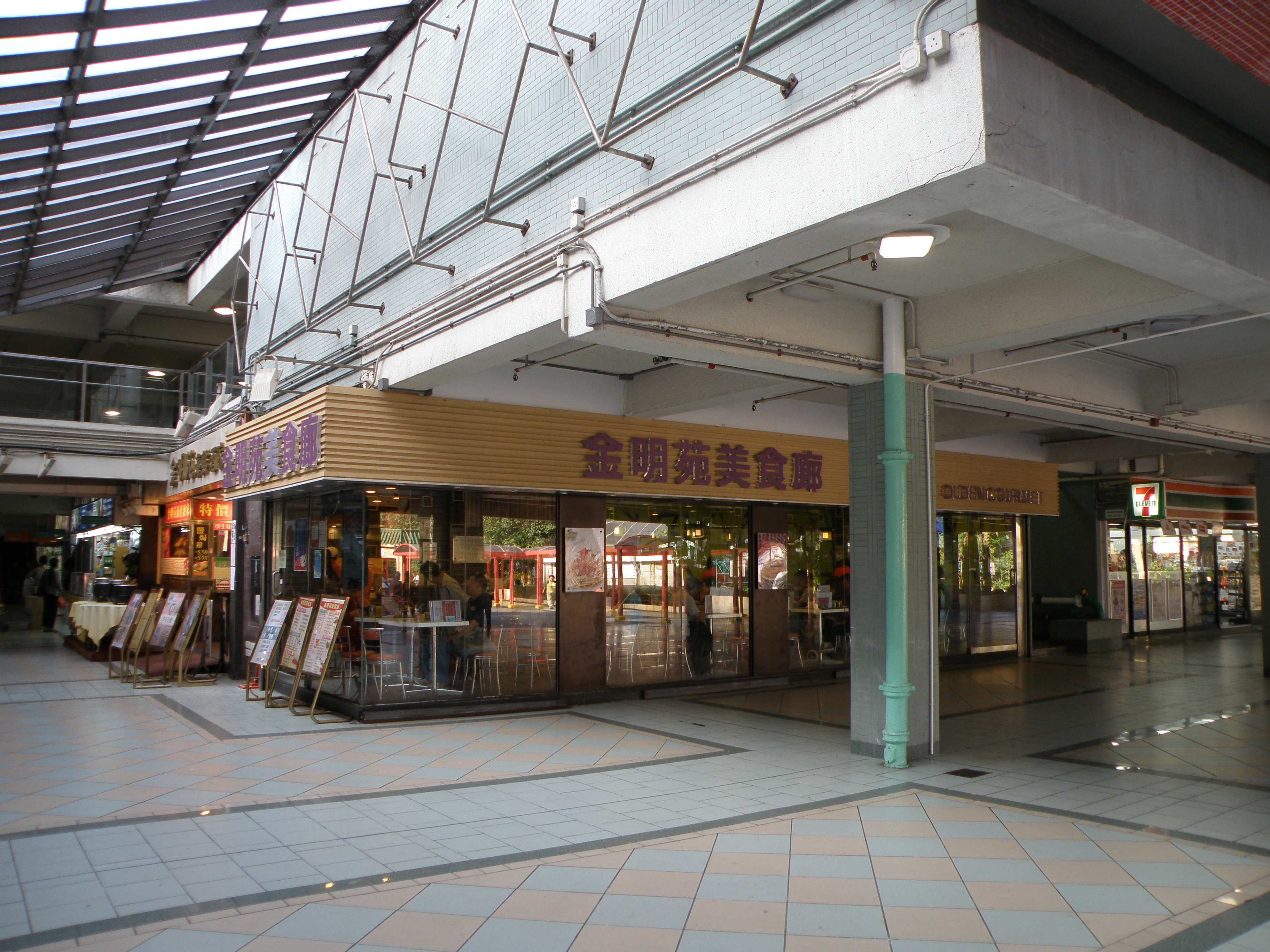
翻新前的祥華商場地下（2014年）

祥華商場樓高3層，內有惠康超級市場、大昌食品市場（2008年9月開業，已於2019年10月16日結業）、明星皇宮等商戶。領展接管祥華商場後，分別於2013年和2016年進行翻新工程。街市於2020年6月2日完成翻新後，改名為祥華市場（英語：Fresh Square）。

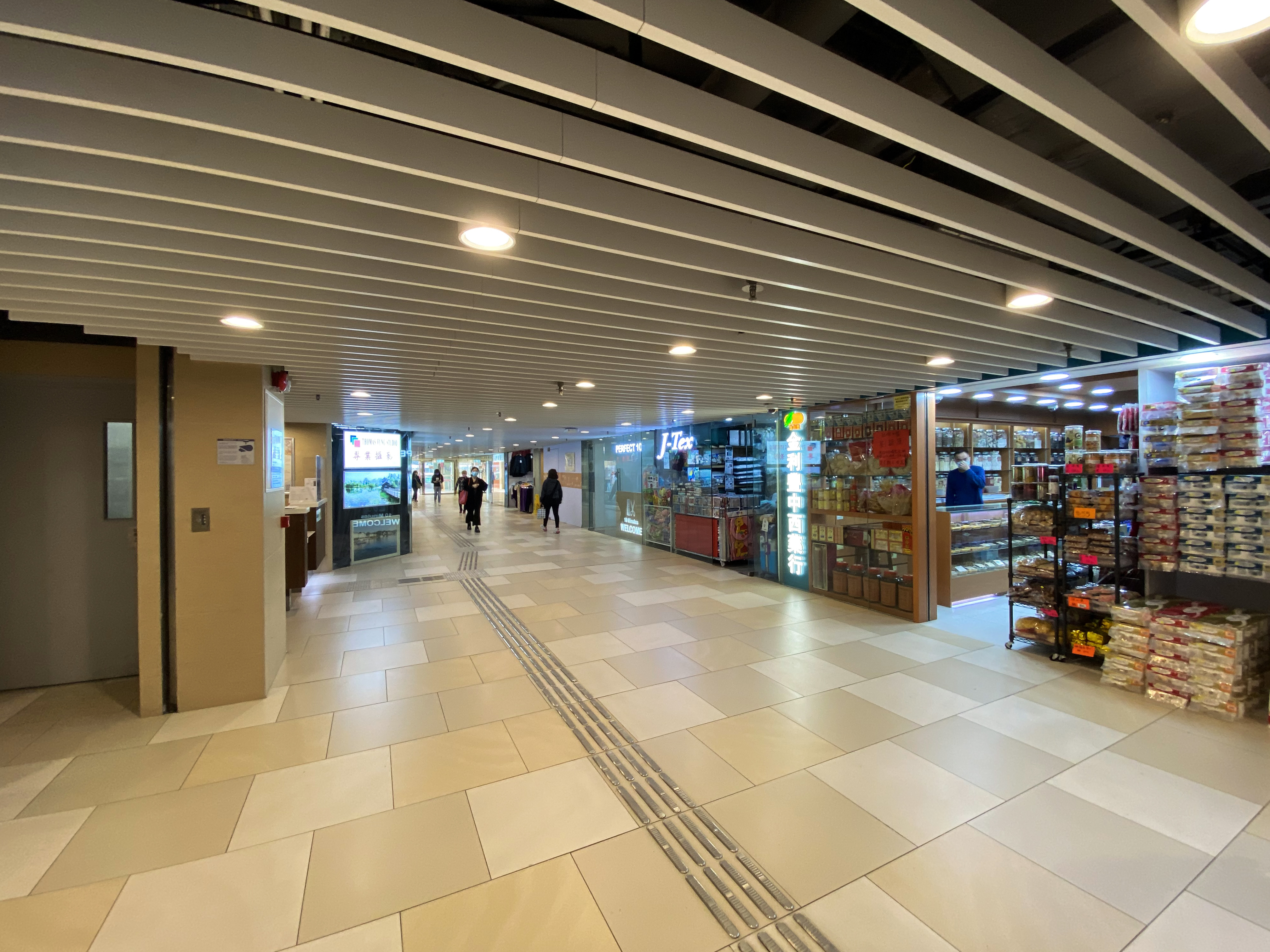
祥華商場地下（2021年）
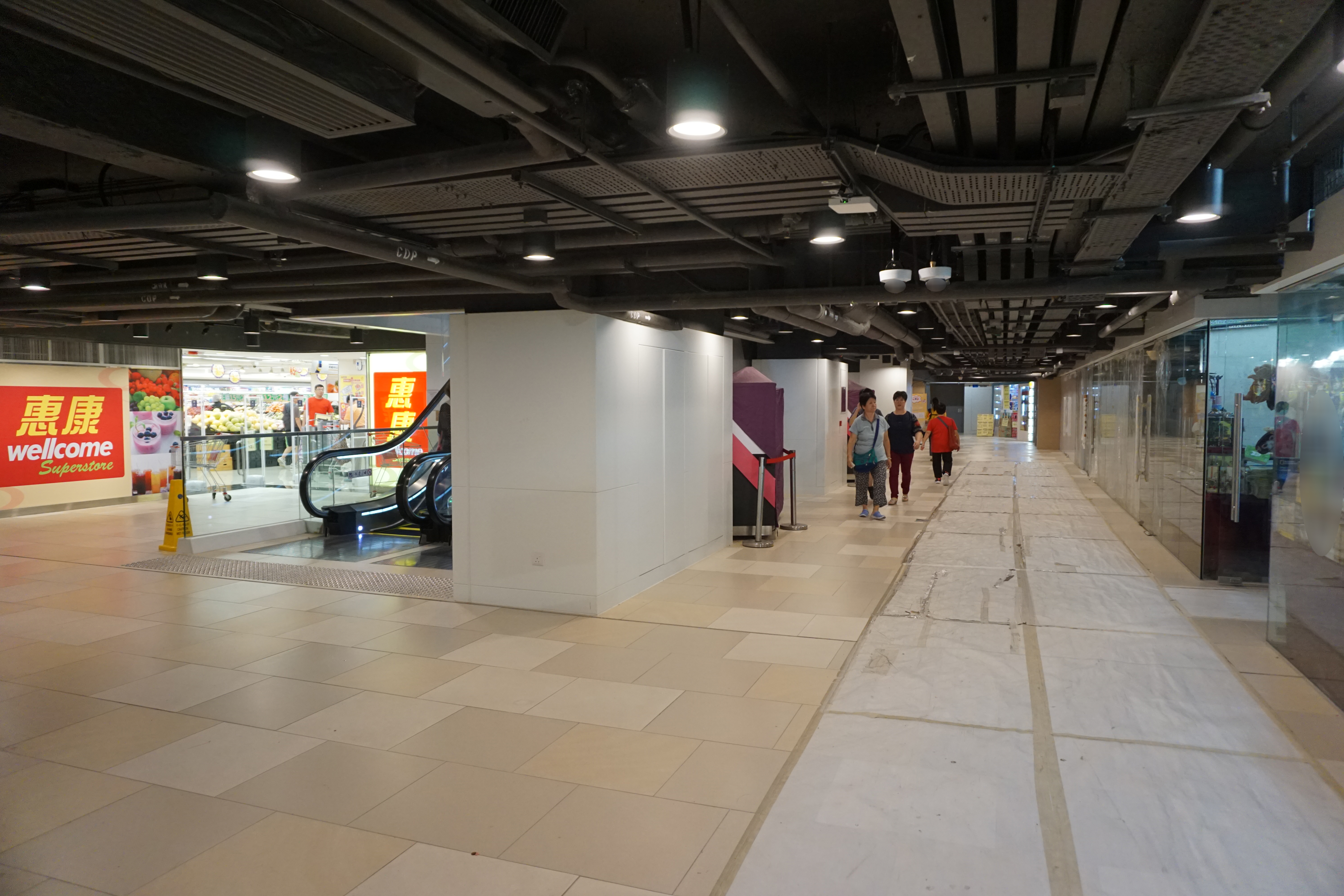
祥華商場2樓
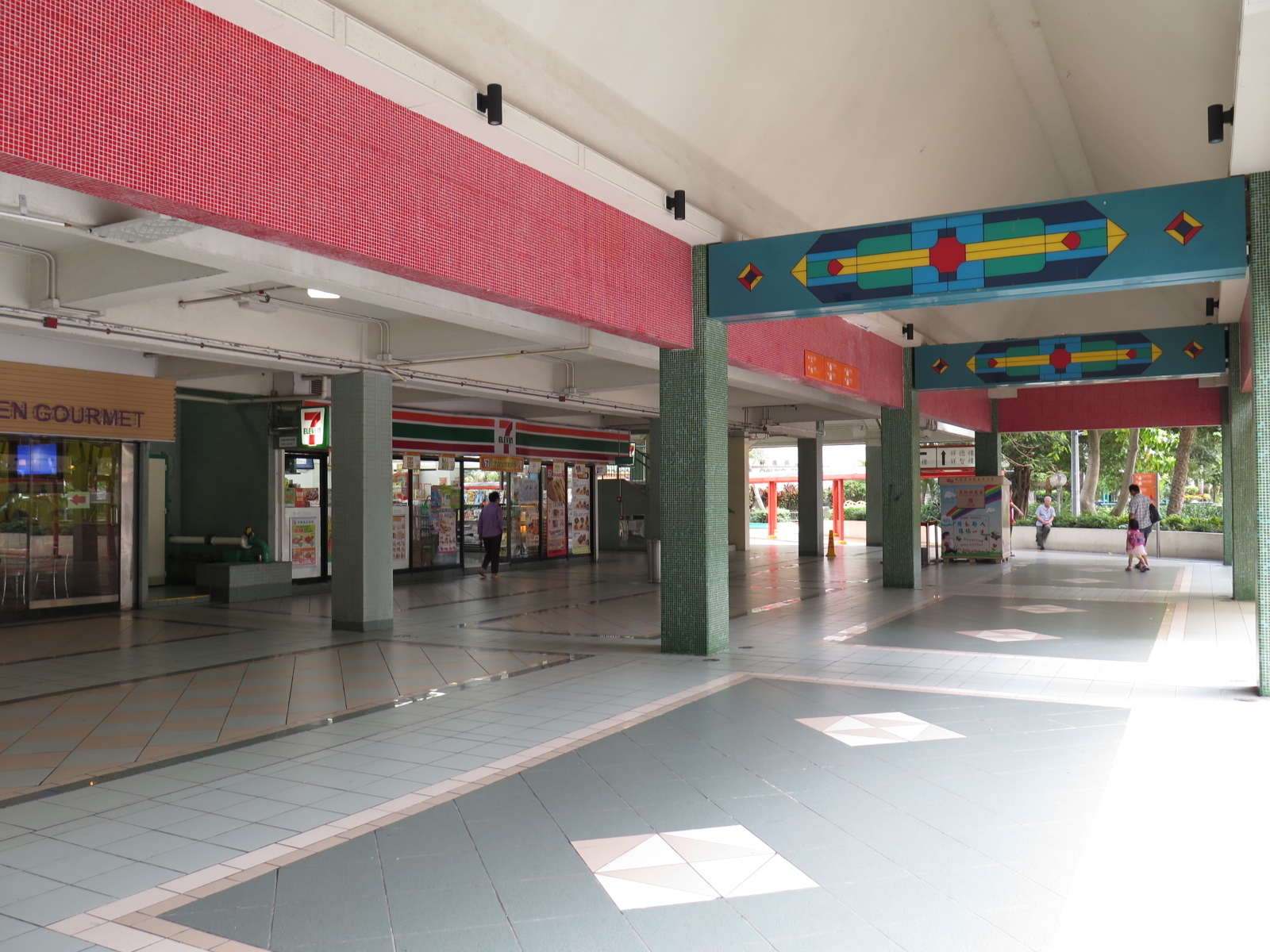
翻新前的祥華商場地下（2015年）
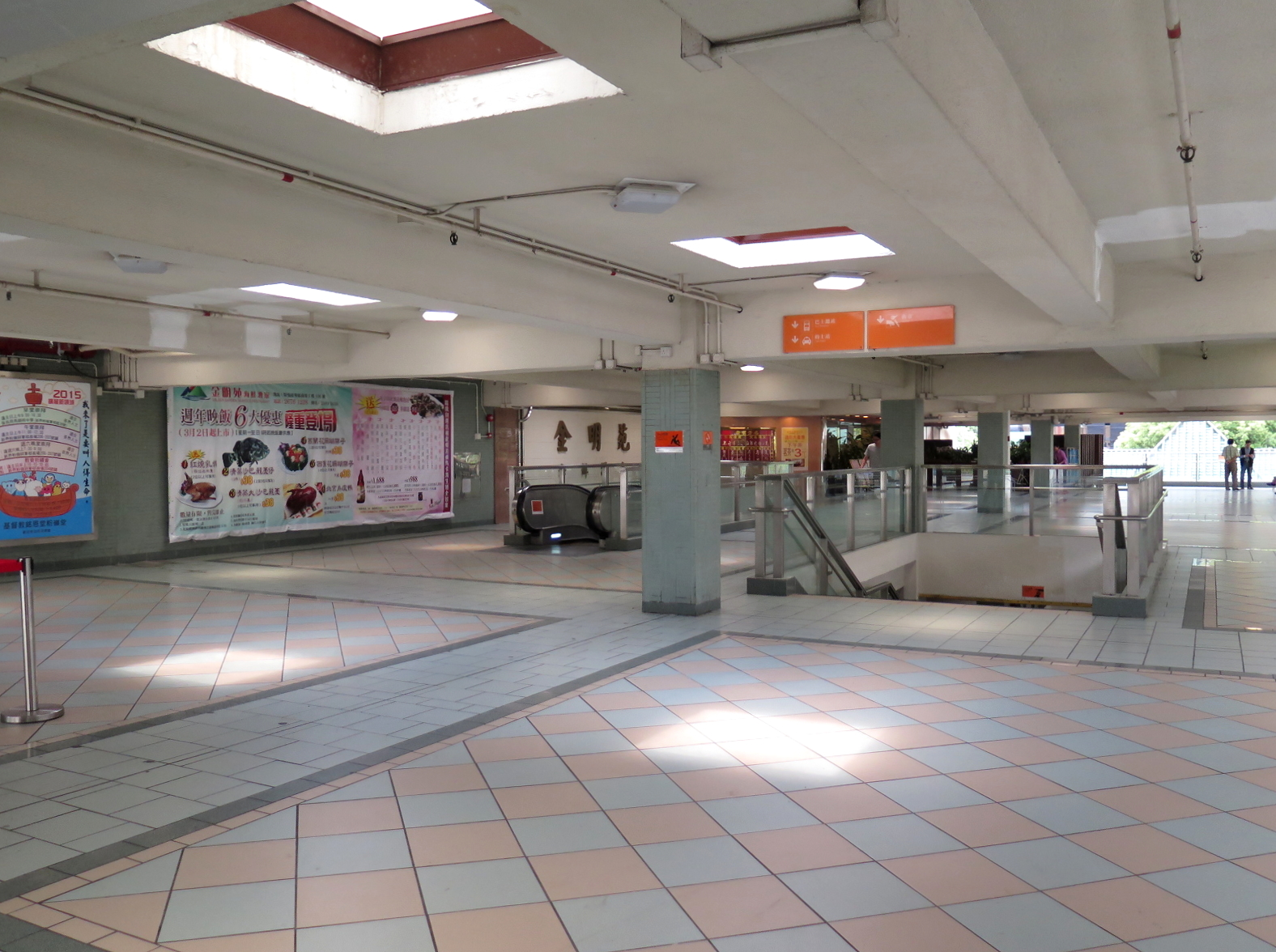
翻新前的祥華商場3樓（2015年）
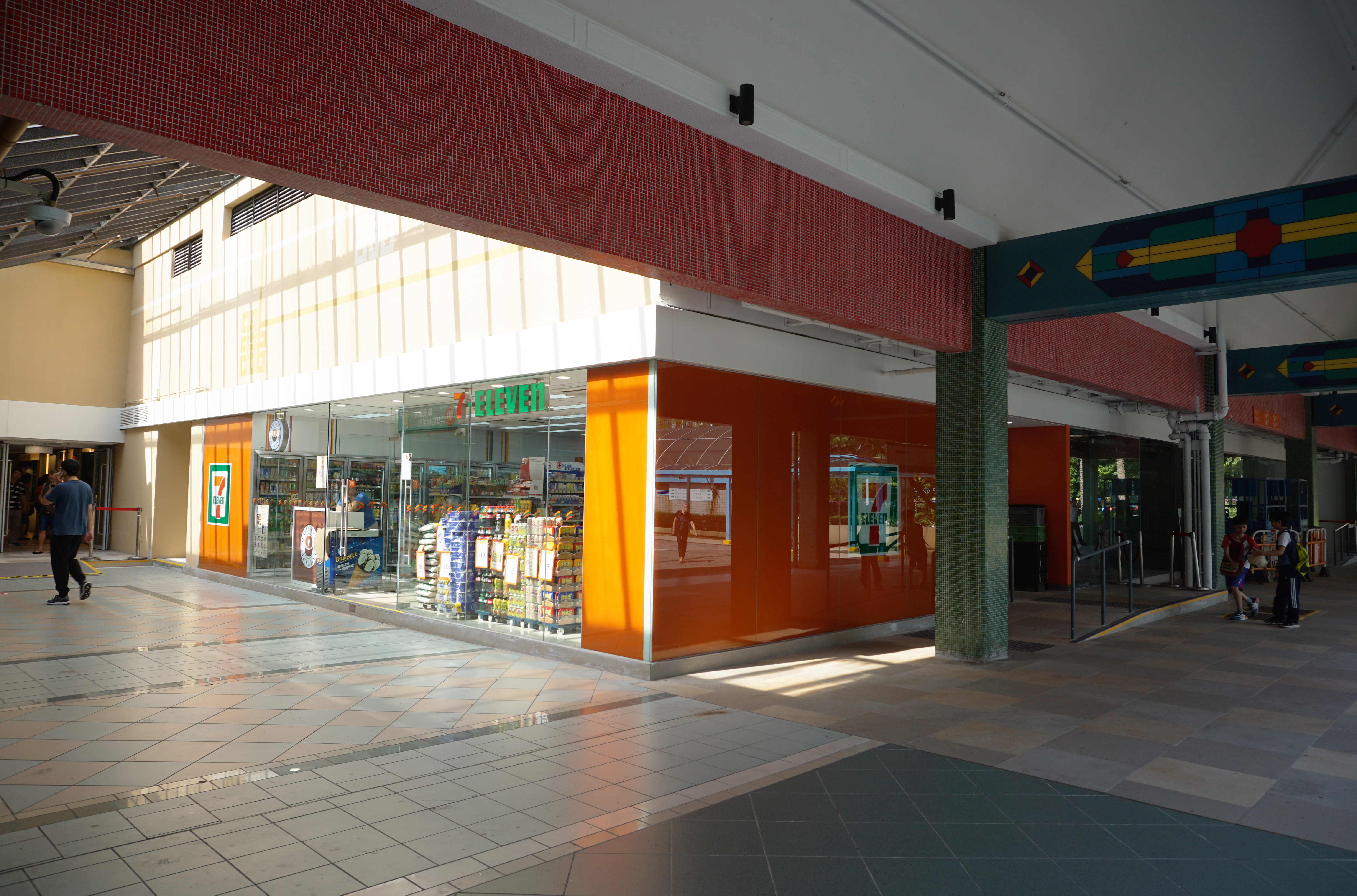
祥華商場地下外觀（2017年）
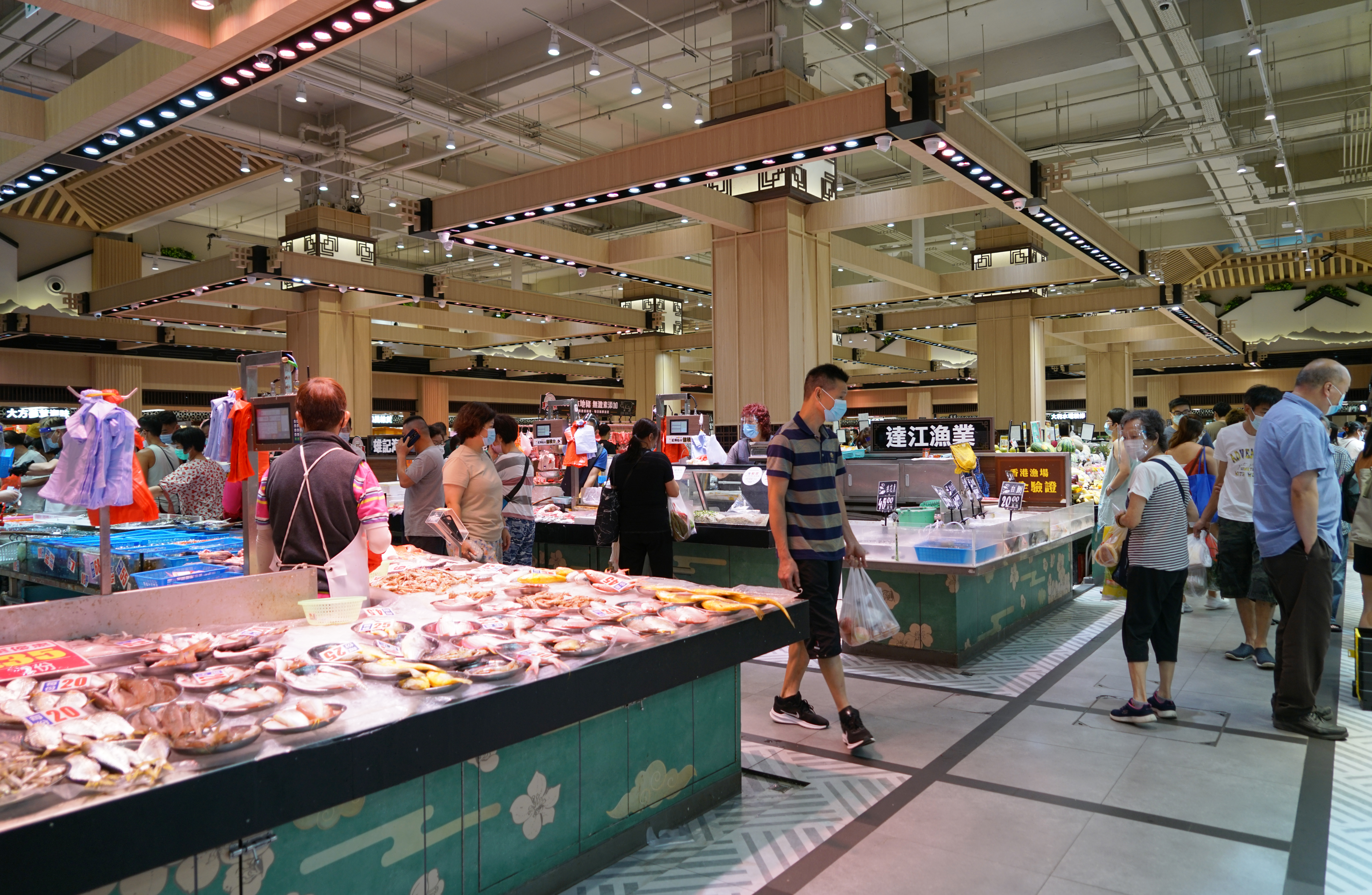
祥華市場海鮮及魚檔
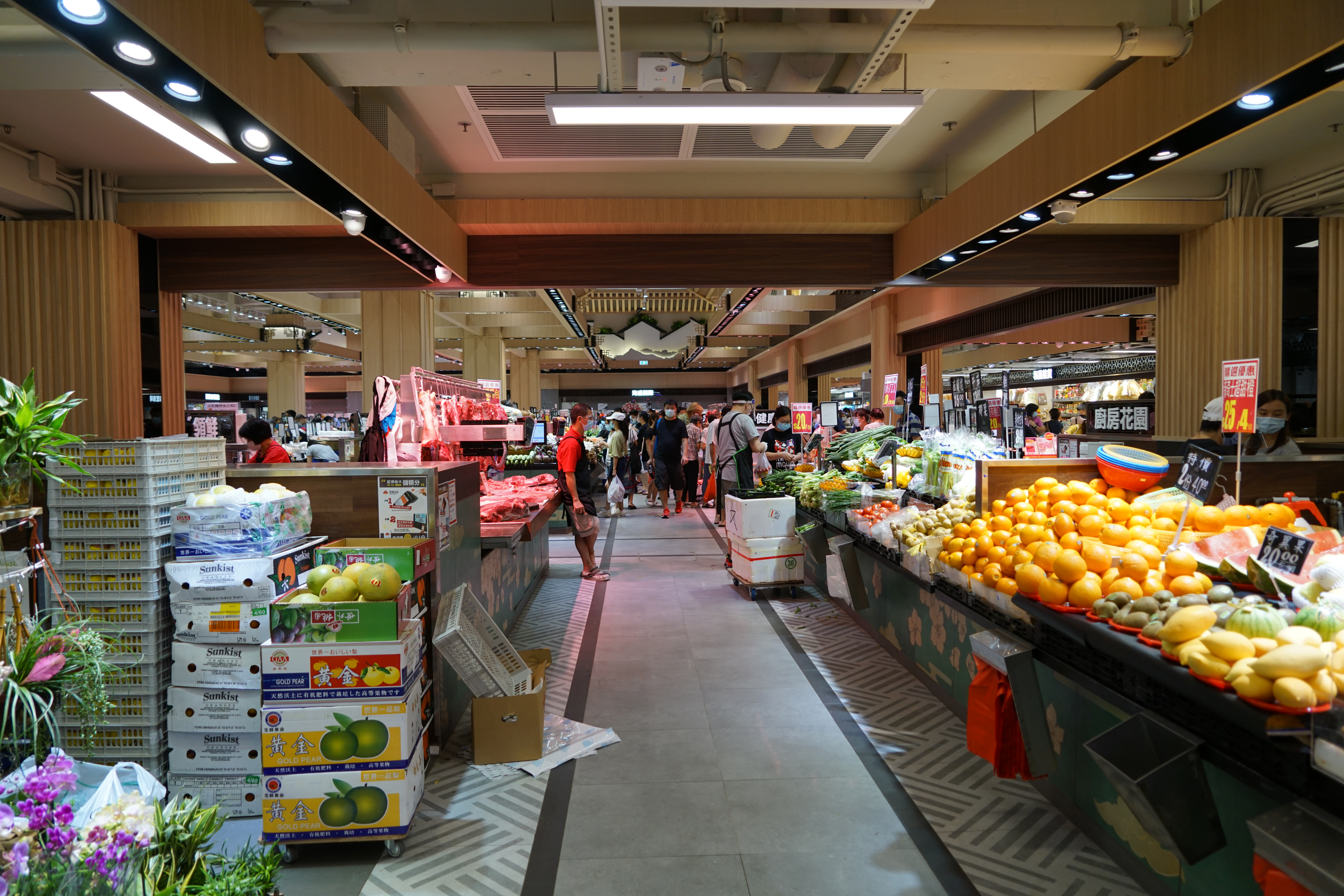
祥華市場肉、菜及水果檔
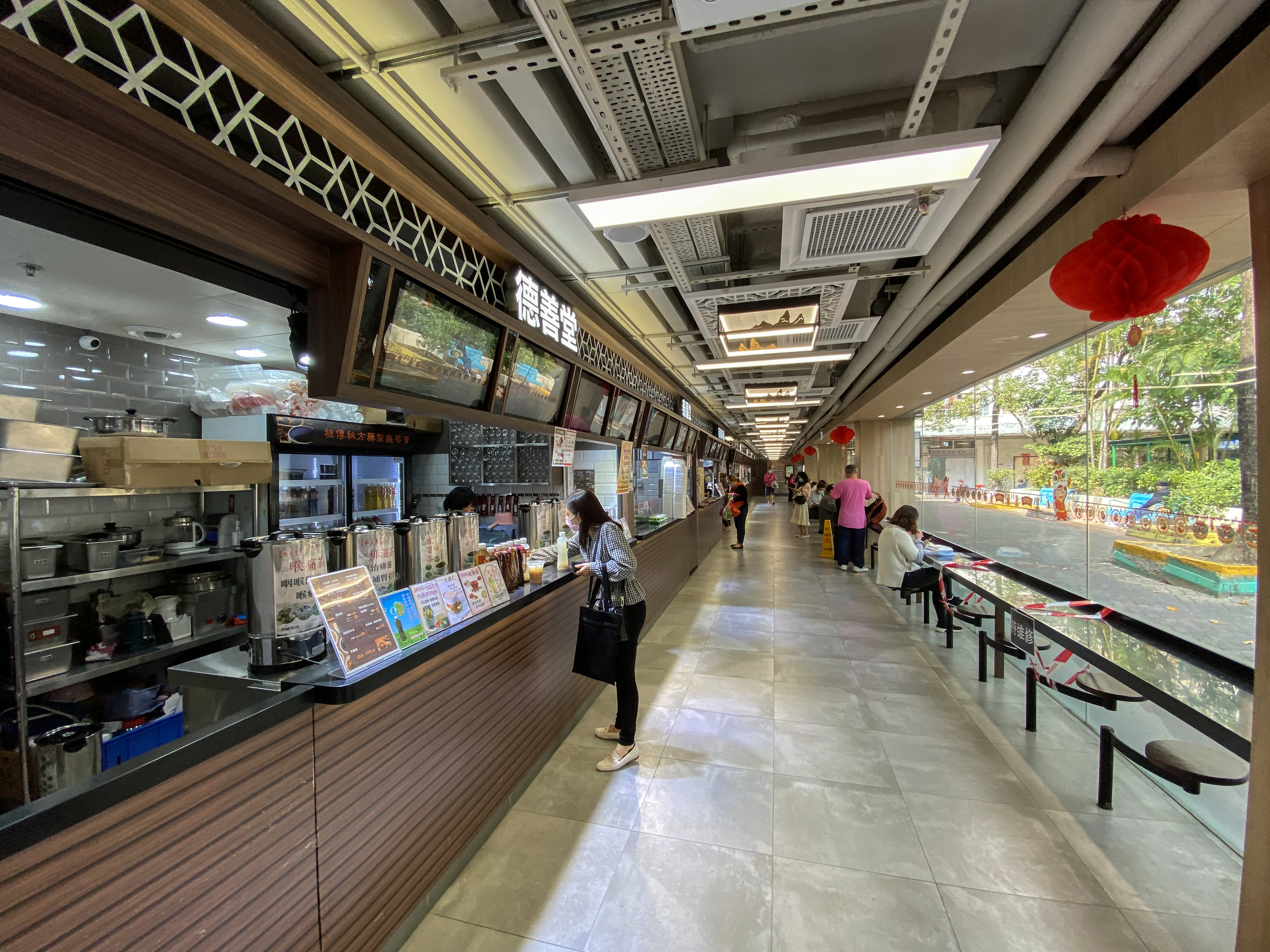
祥華市場小食街
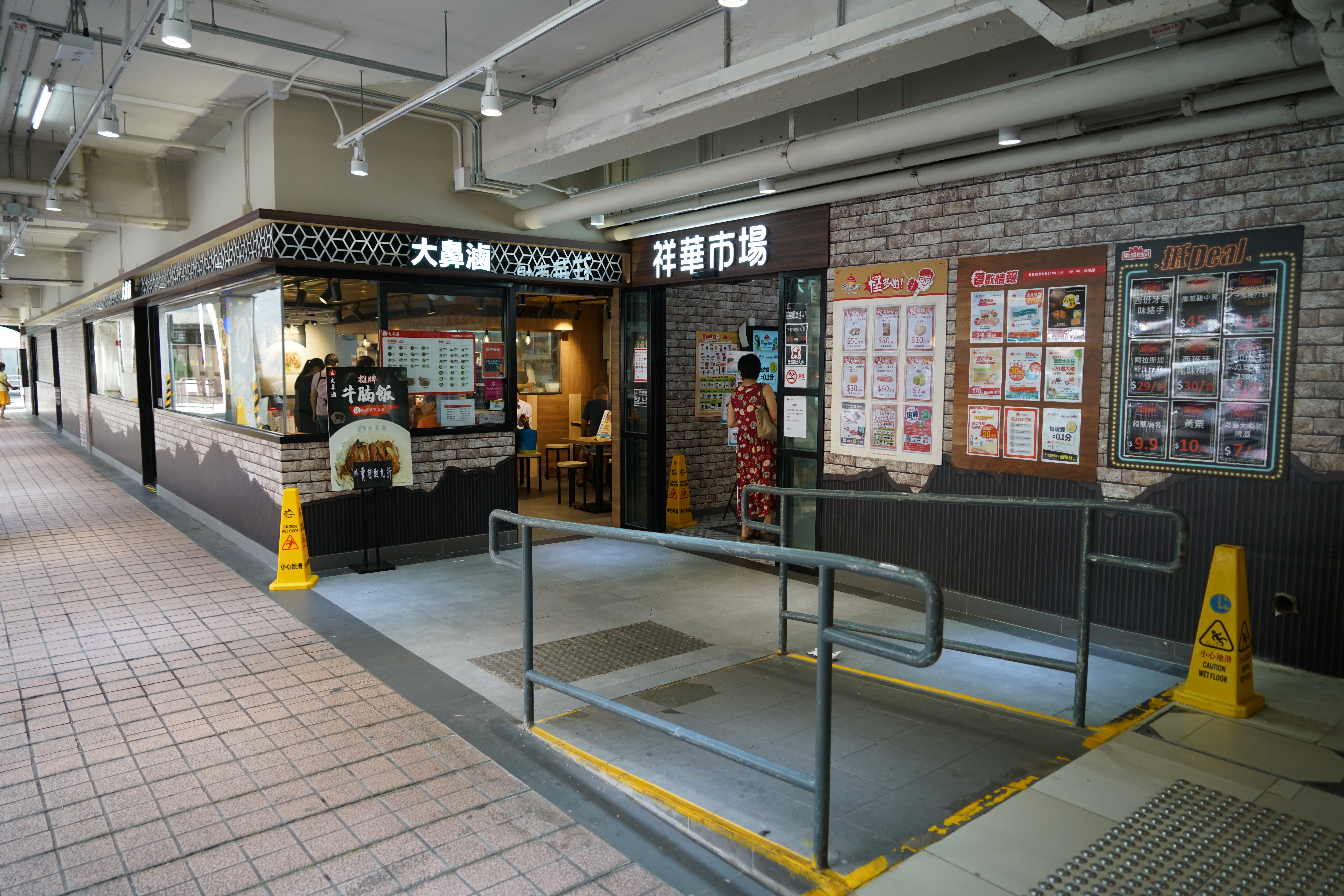
祥華市場入口及餐廳
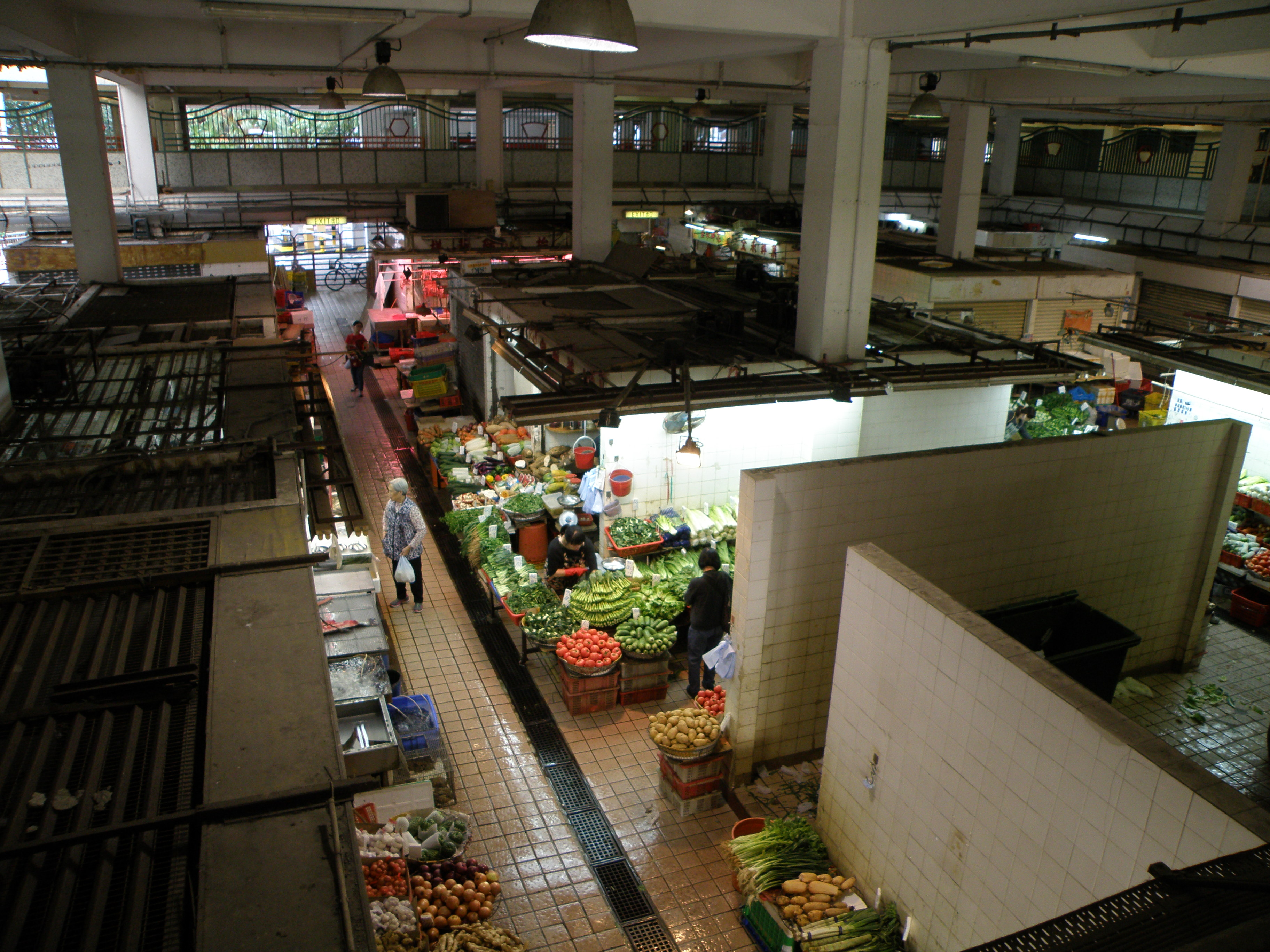
俯瞰翻新前的祥華街市東面
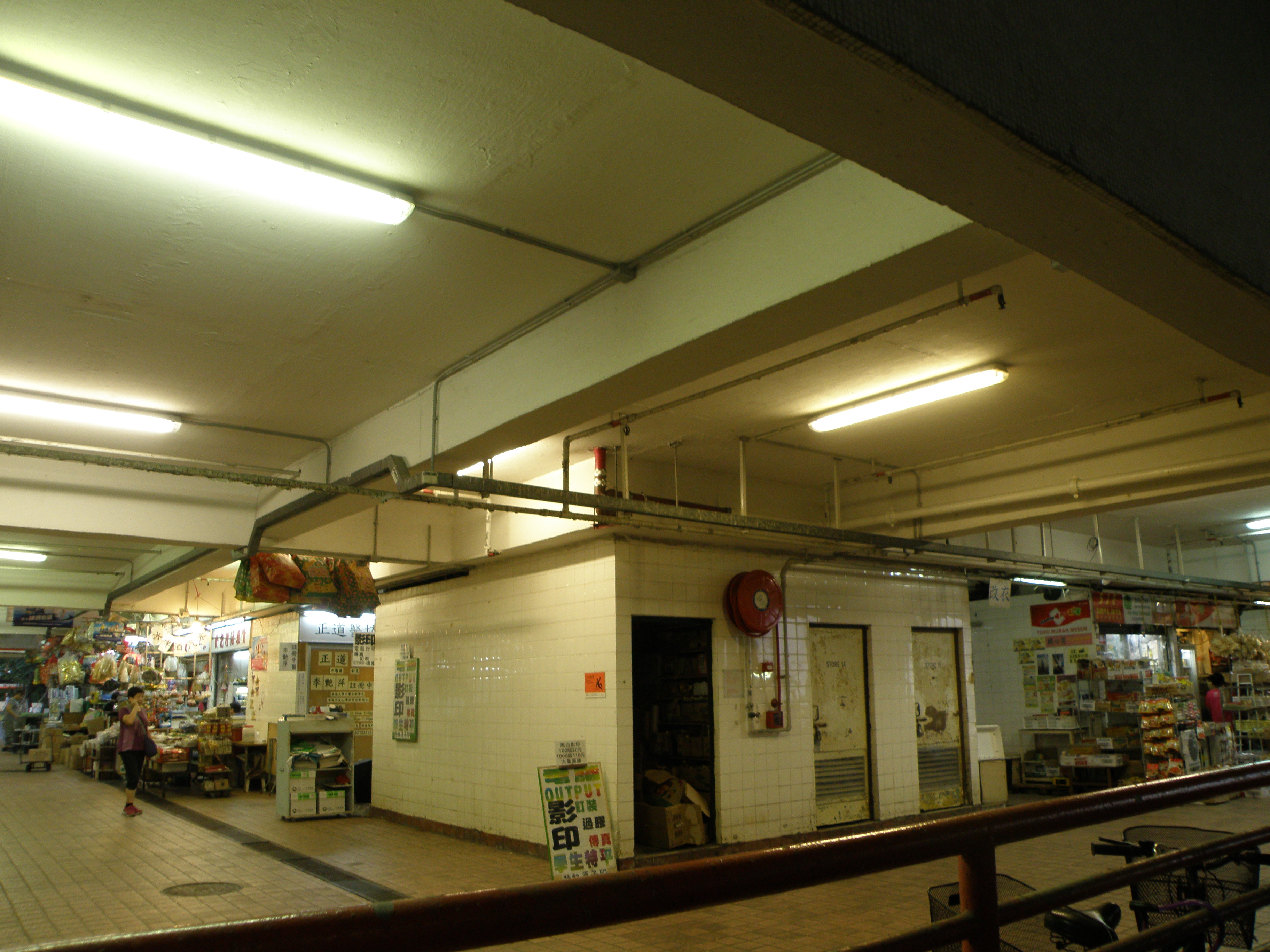
翻新前的祥華街市西面

### 停車場
邨內共有兩個多層停車場，分別位於祥華村商場內及祥順樓、祥景樓側。停車場的管理由領展管理有限公司委派。

### 康樂與其他屋邨內設施

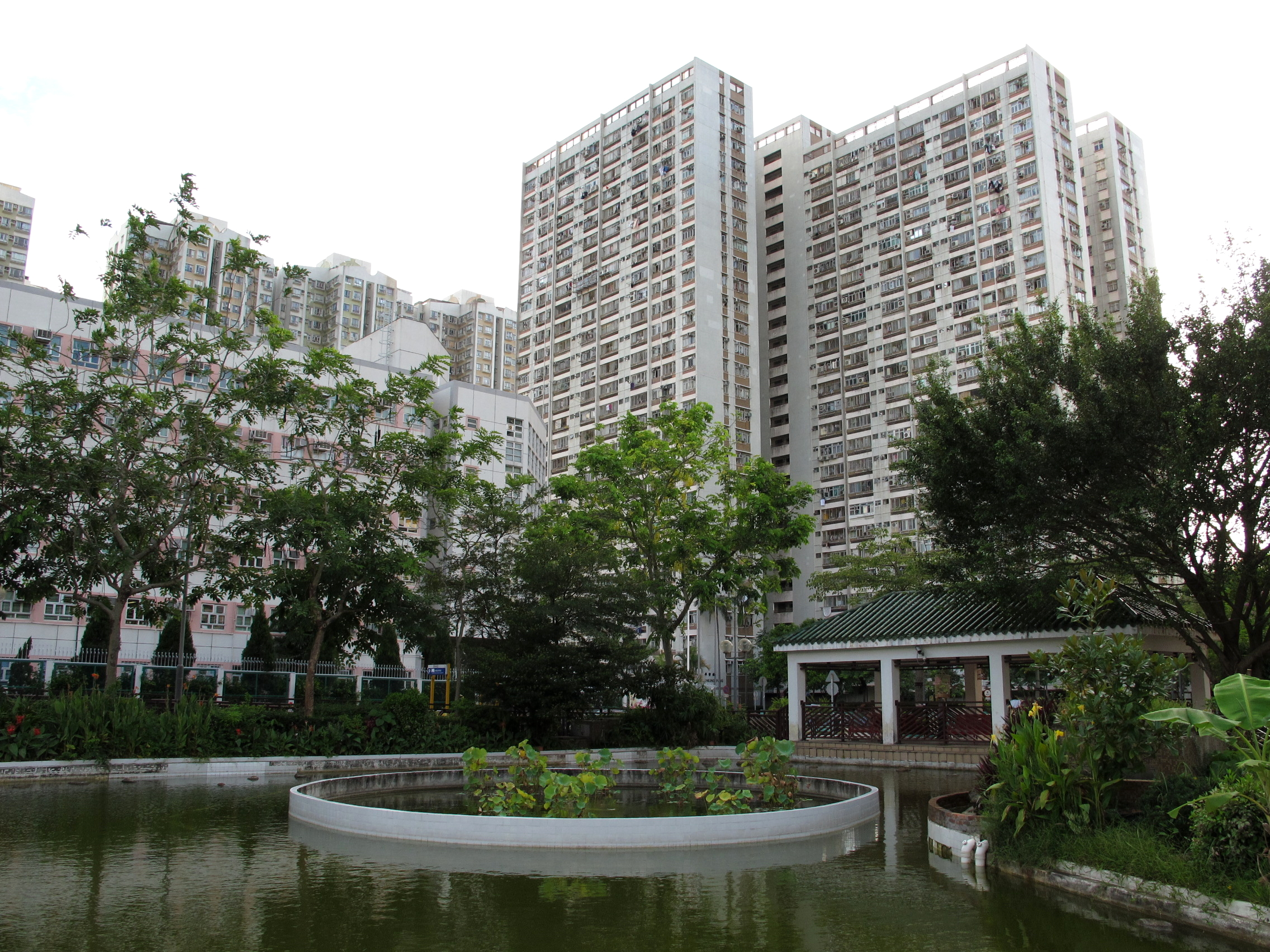
連接粉嶺康樂公園的池塘

屋邨設有多個兒童遊樂場、1個足球場、2個籃球場、3個羽毛球場、1個門球場、健體區和卵石路步行徑。其中一部份連接粉嶺康樂公園的池塘由屋邨負責管理。
祥德樓35樓設有一個空中花園，為當時香港公共房屋之中最高的花園；花園內除了種植植物外，更設置康樂設施予住戶使用，例如氹氹轉、乒乓球檯等；唯現時狀況及是否對外開放等則不得而知。
- 陳旭明議員辦事處：祥華邨祥禮樓地下105號[10][11]

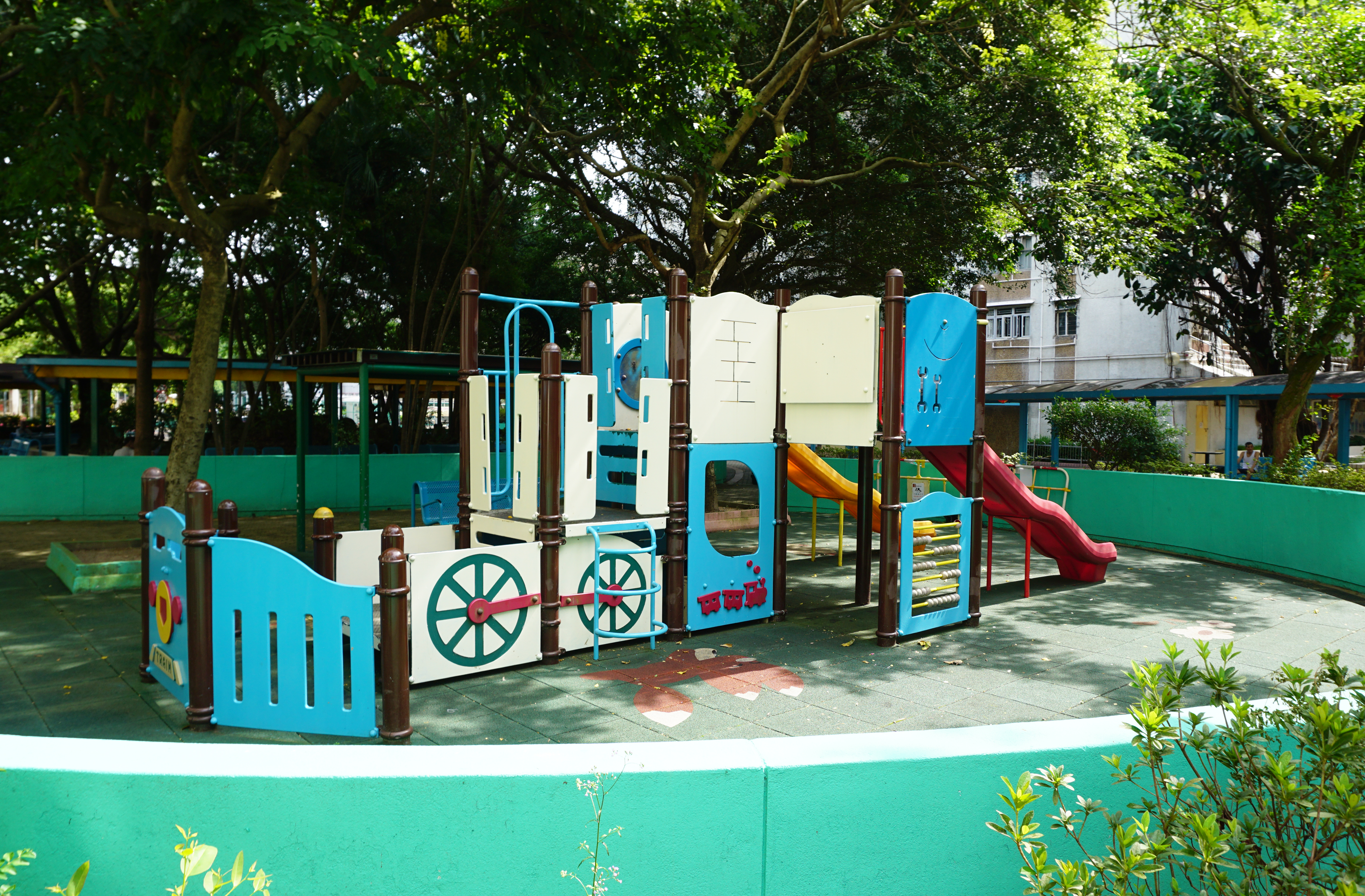
以火車為題的遊樂場
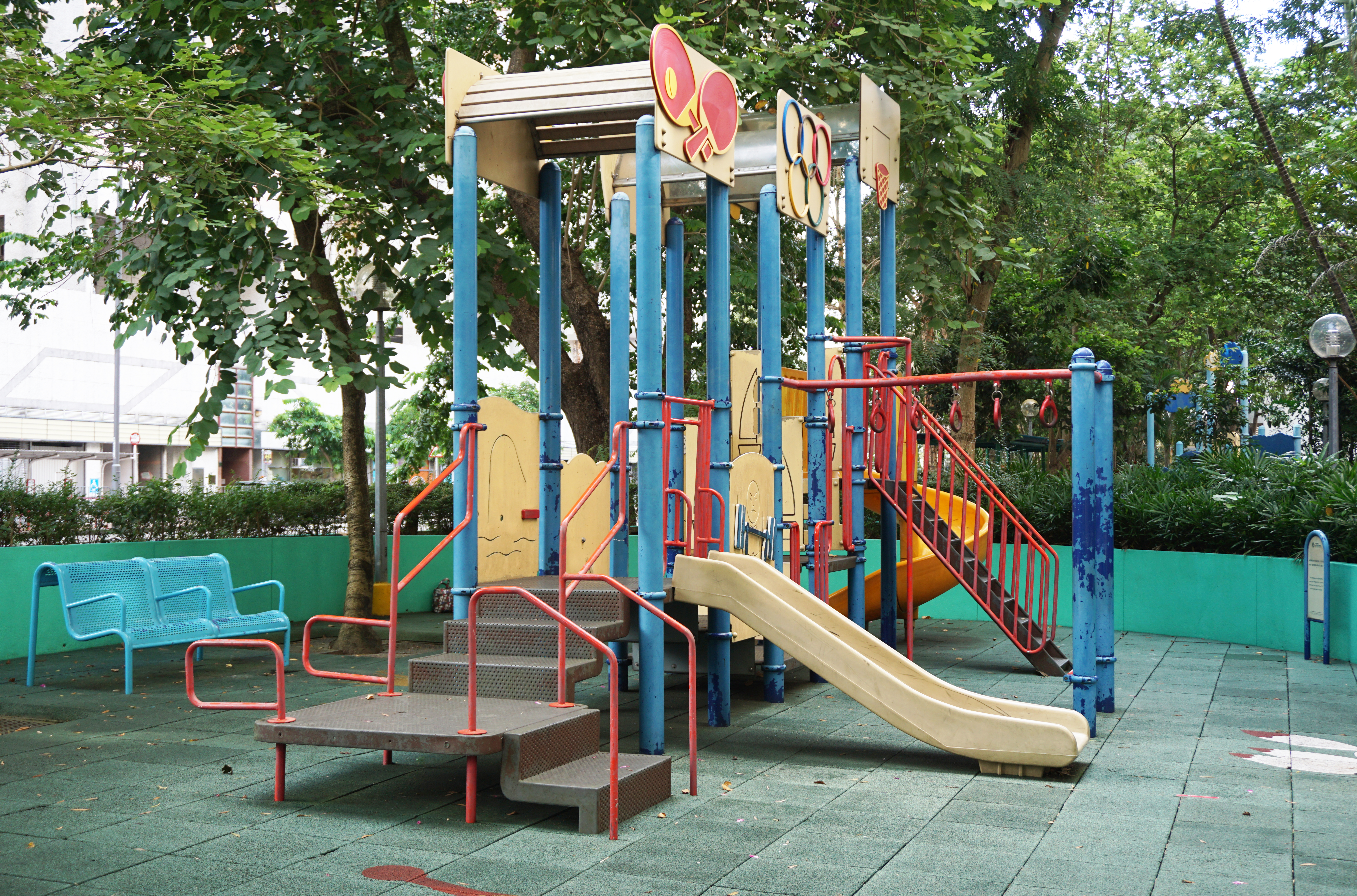
以奧運項目為題的遊樂場
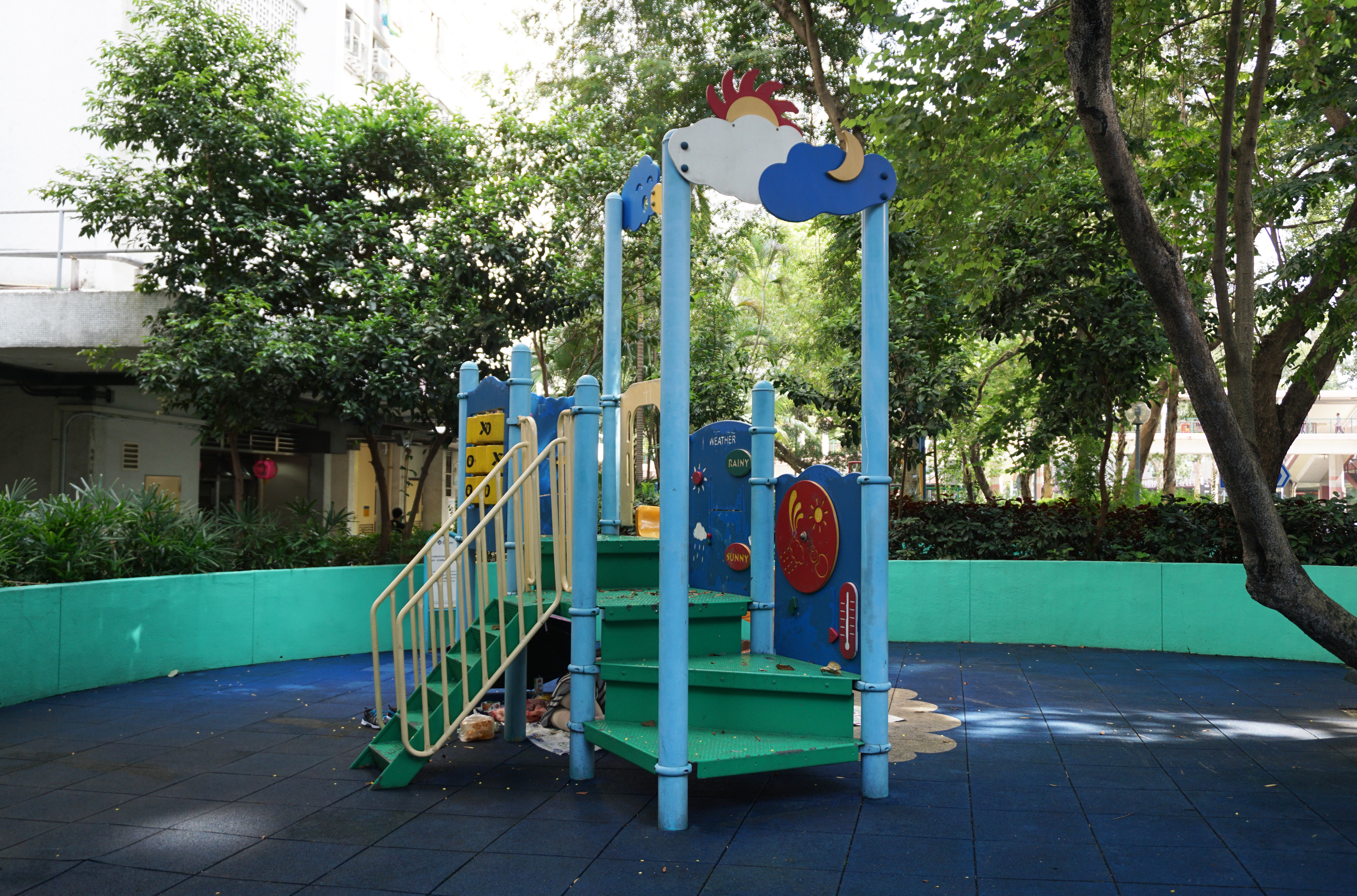
以天氣為題的遊樂場
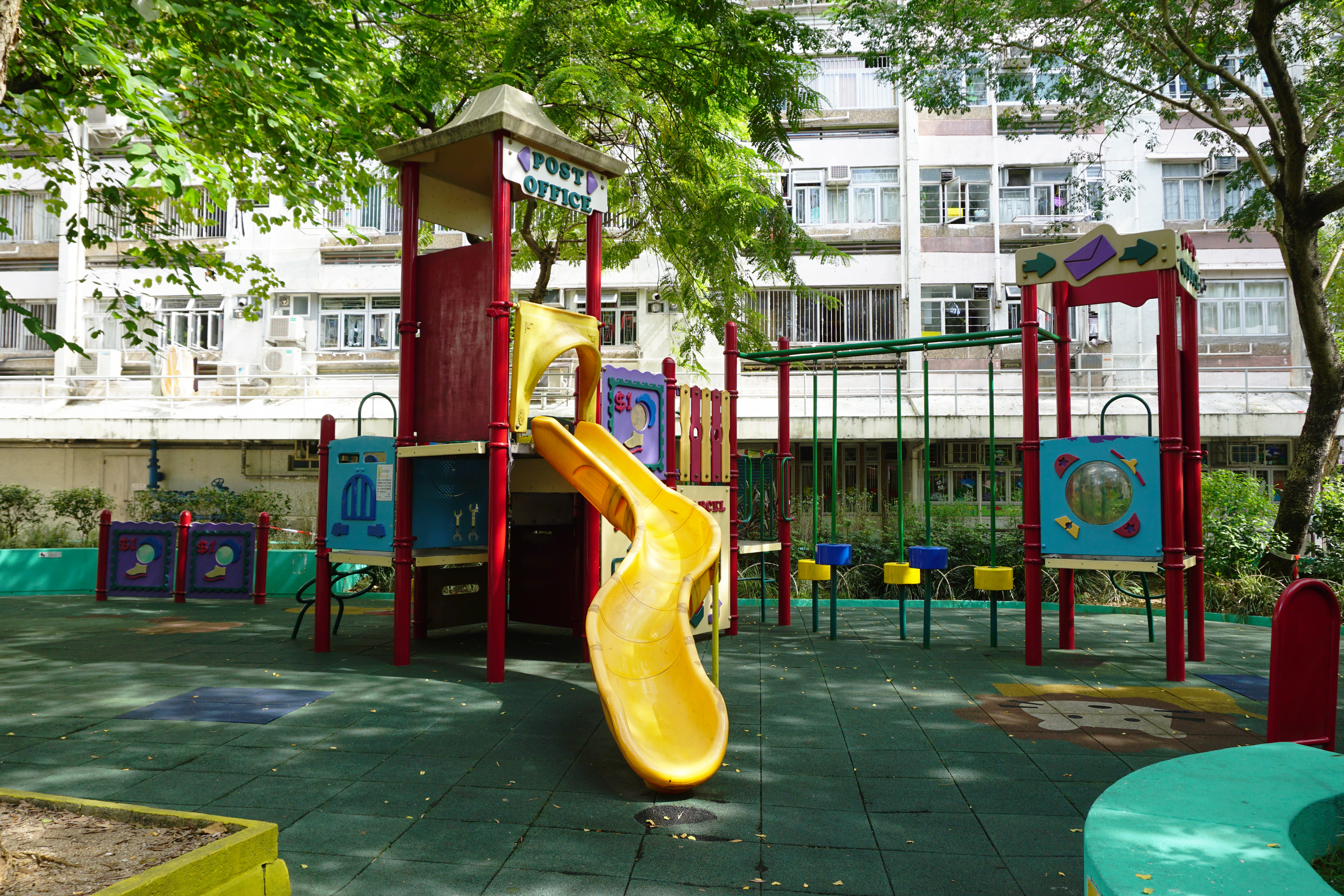
以郵政為題的兒童遊樂場
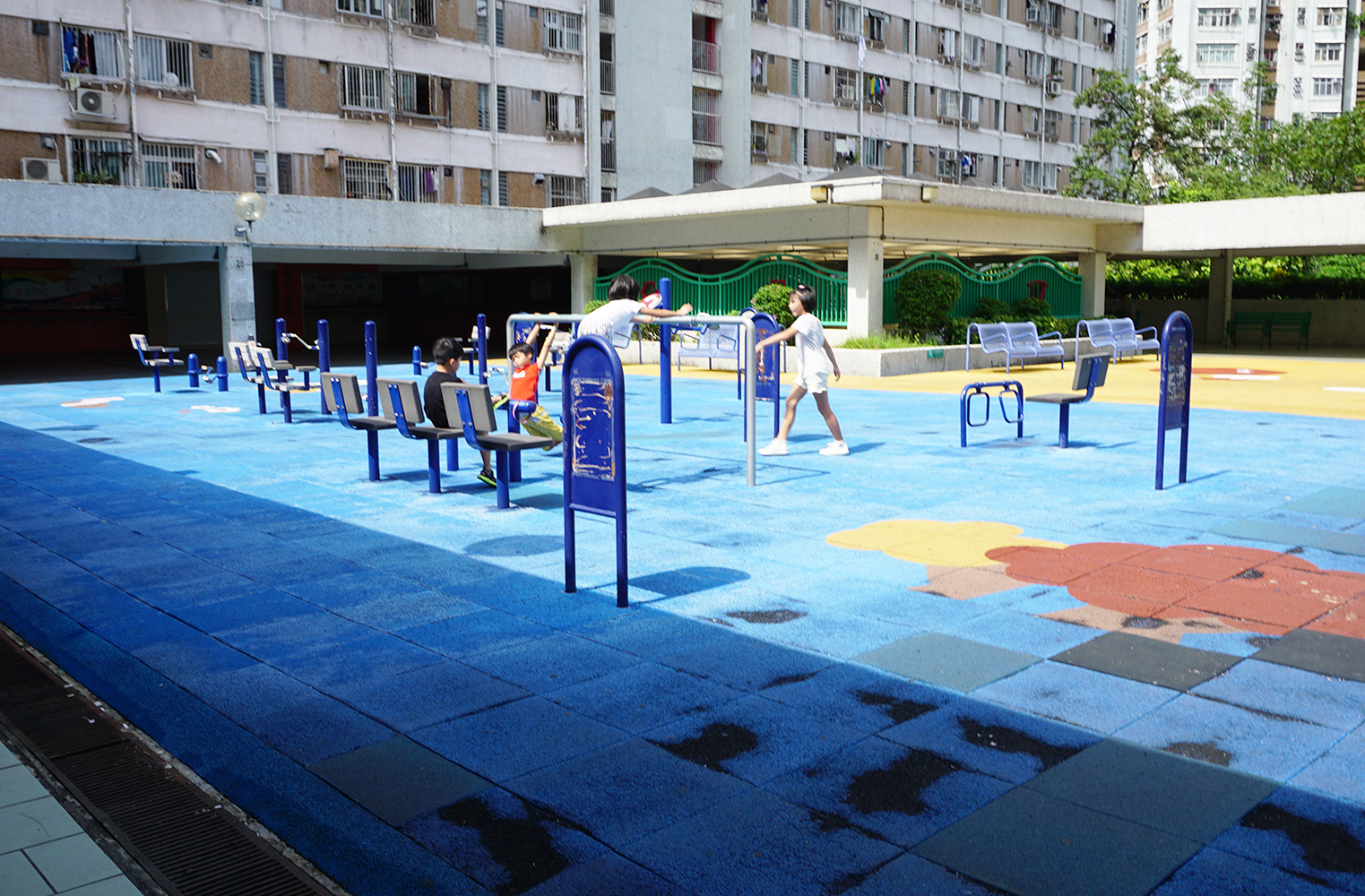
健體區
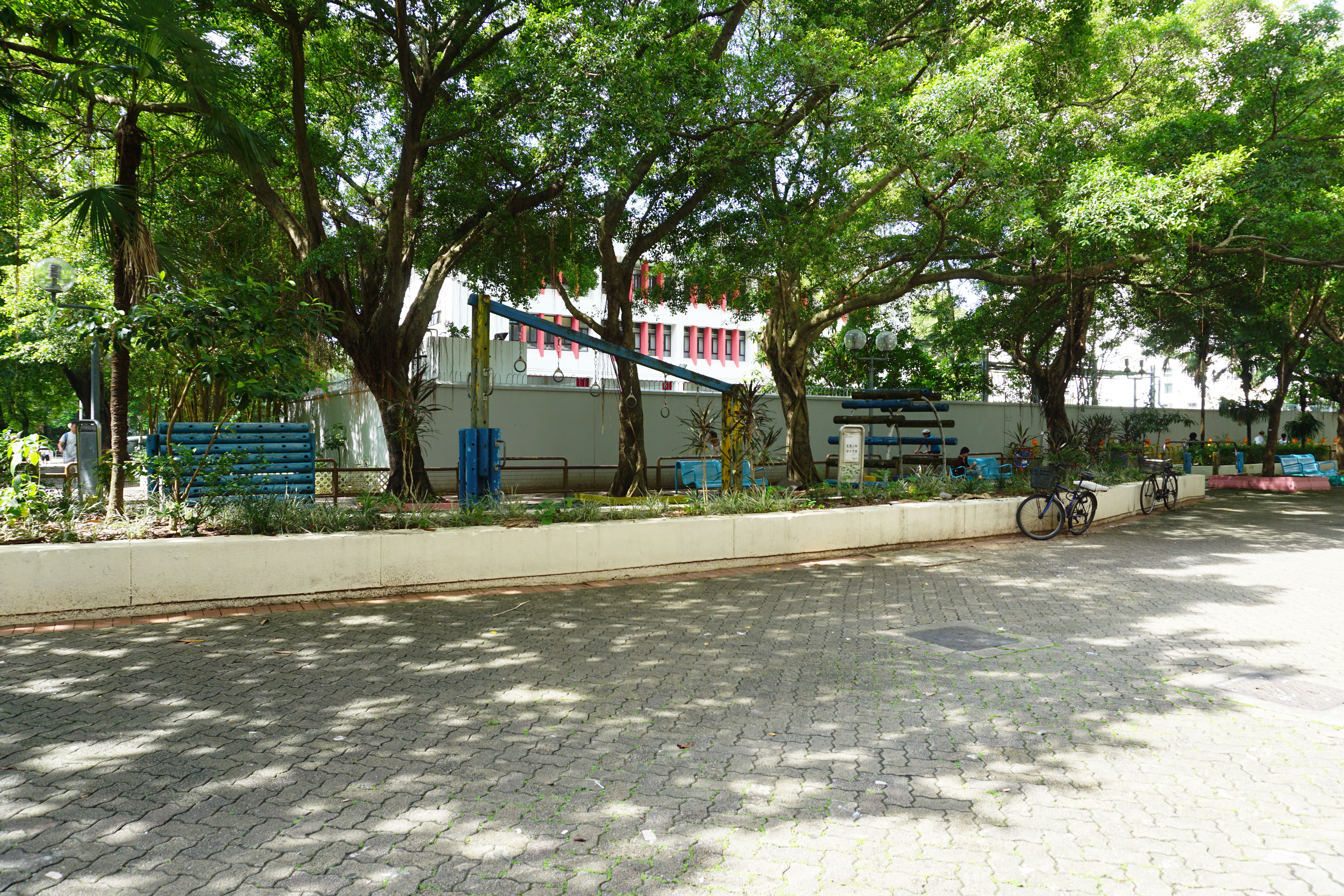
健體區（2）
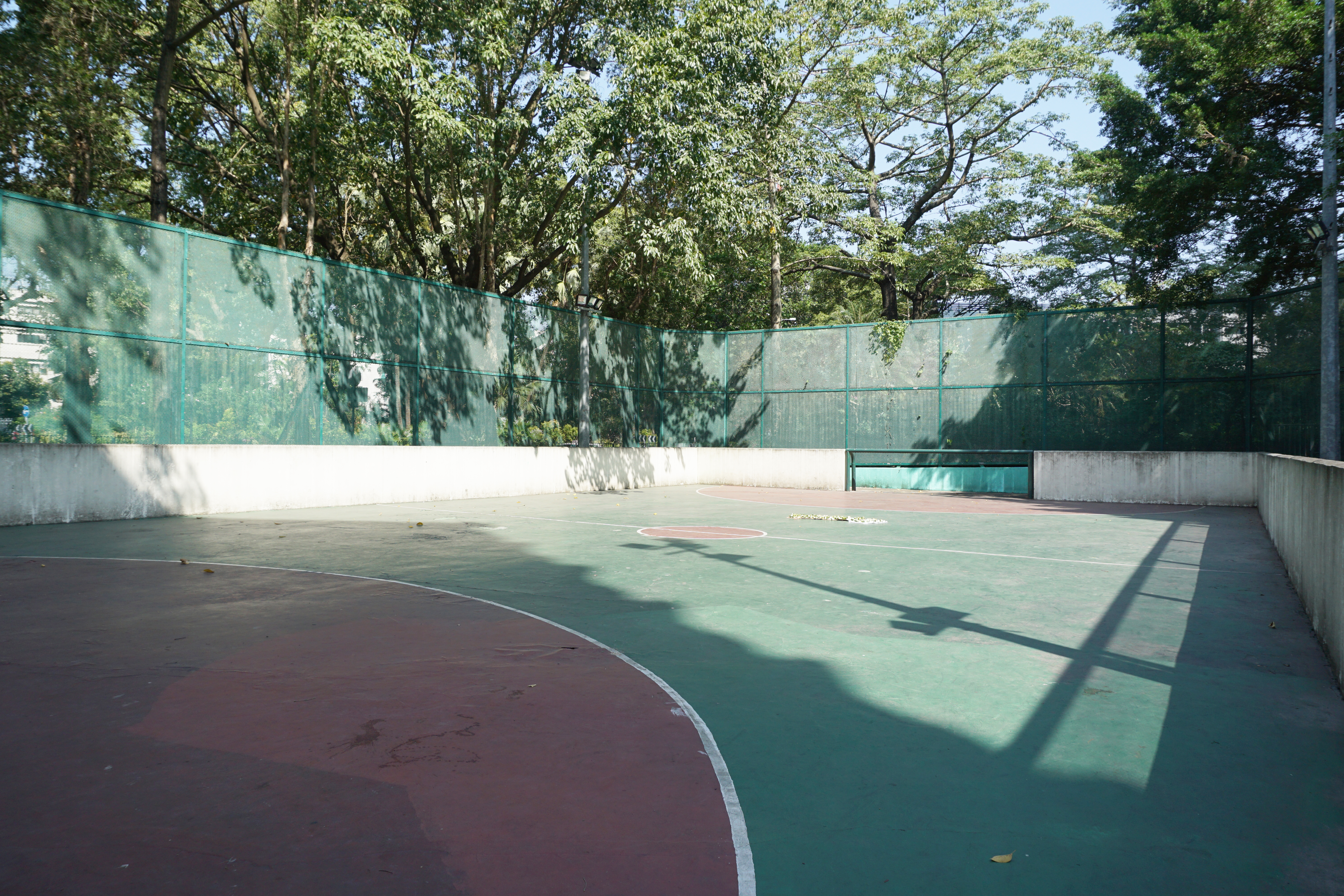
足球場
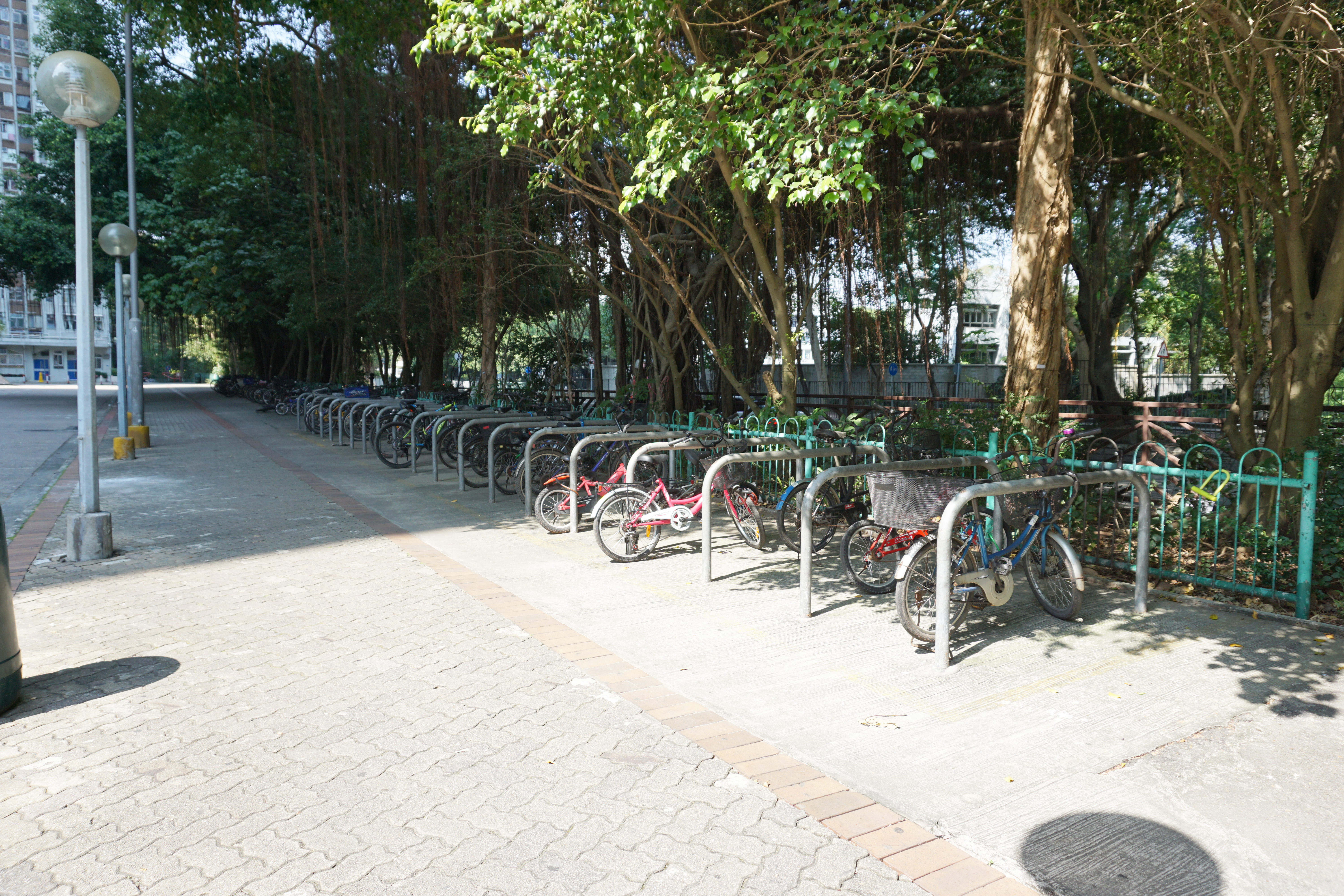
單車停泊處
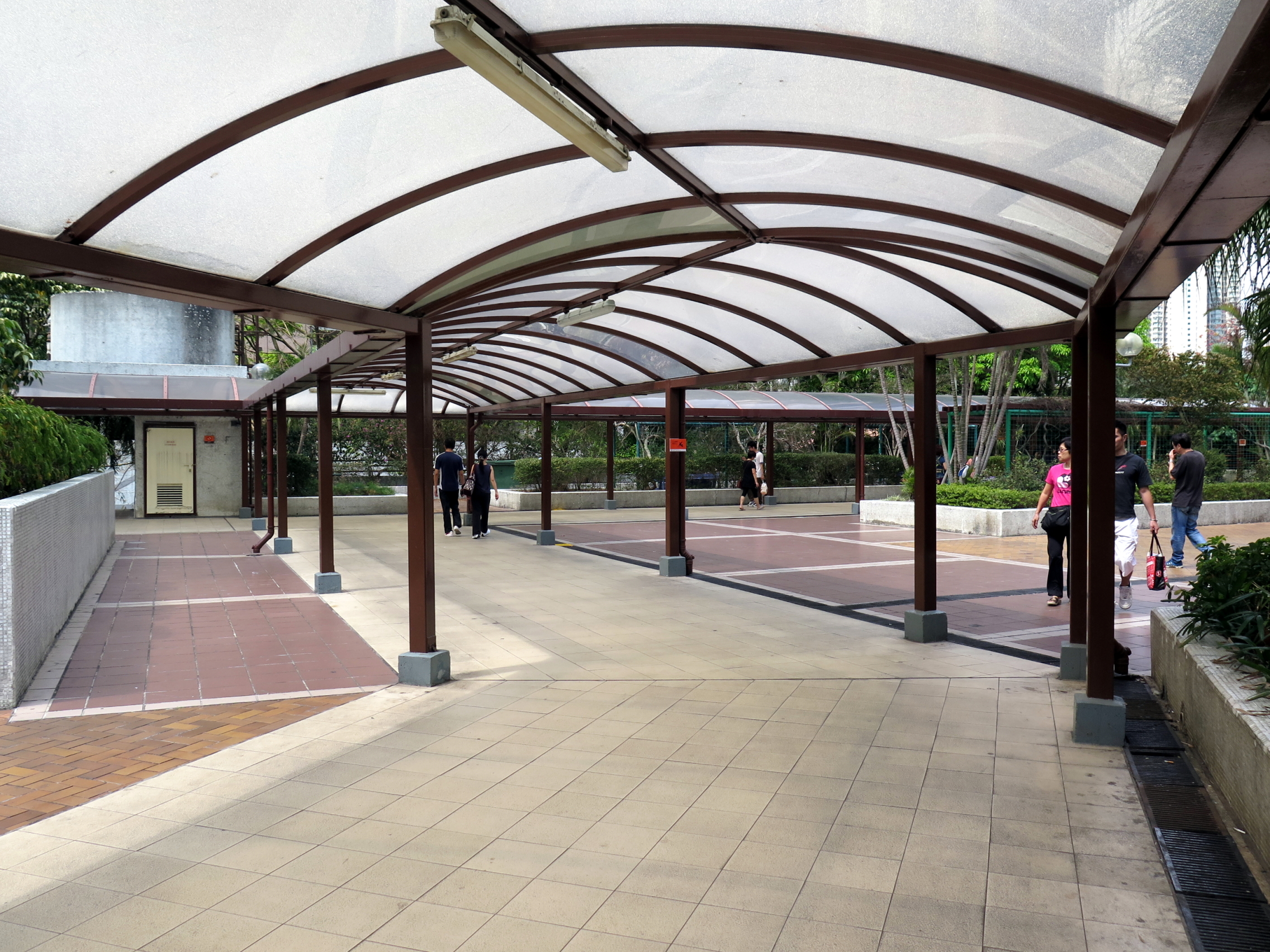
有蓋行人通道
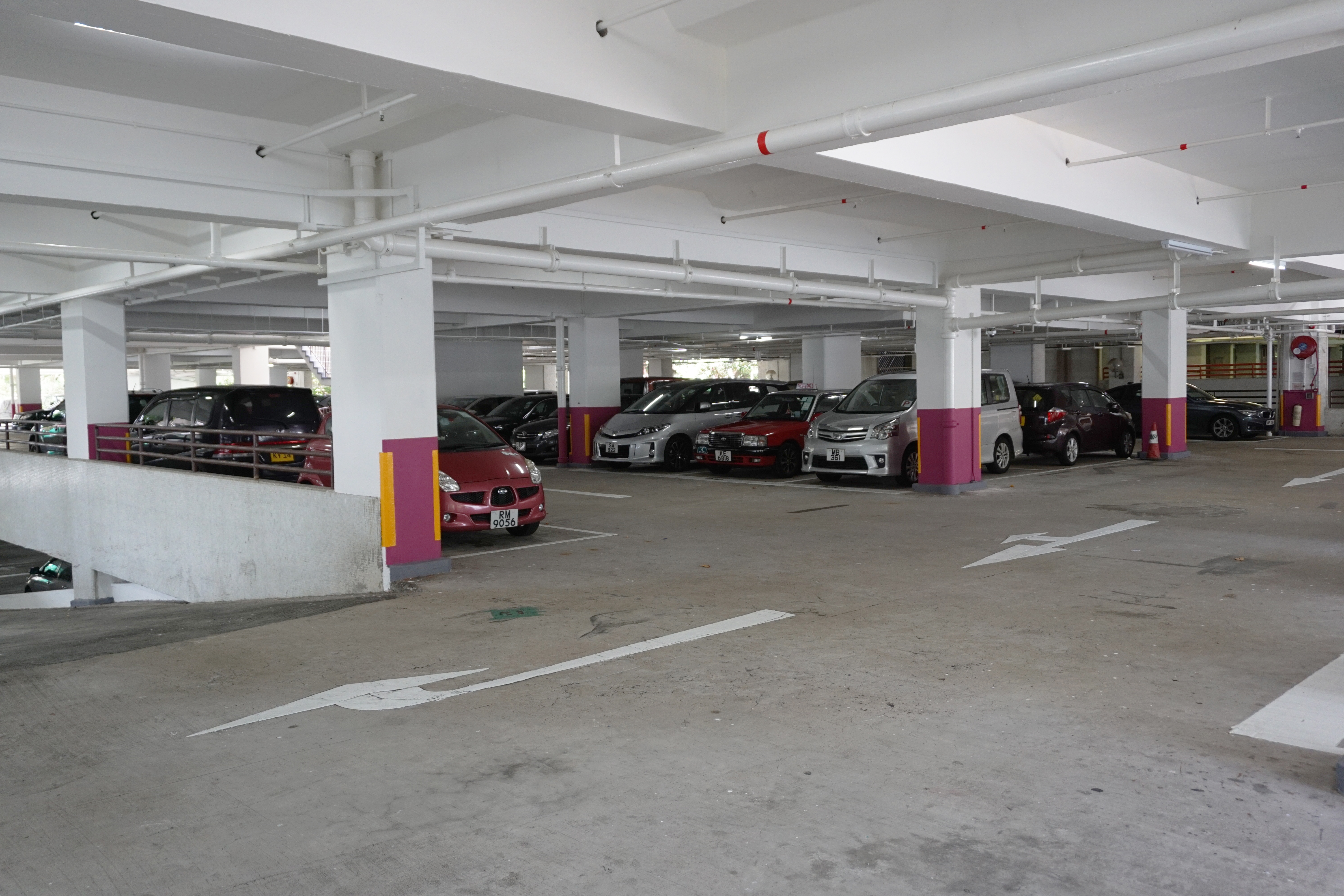
停車場

## 教育及福利設施

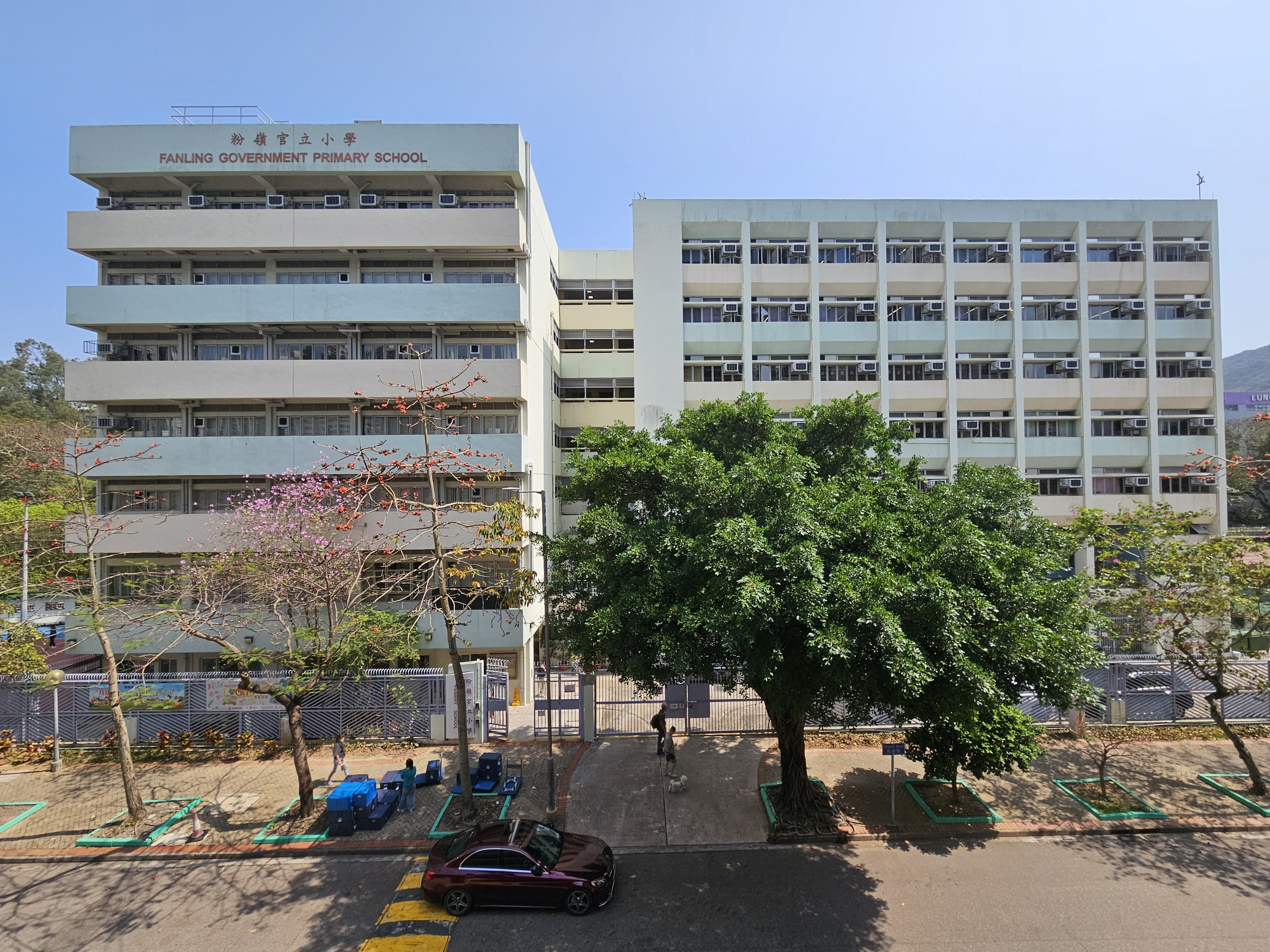
粉嶺官立小學

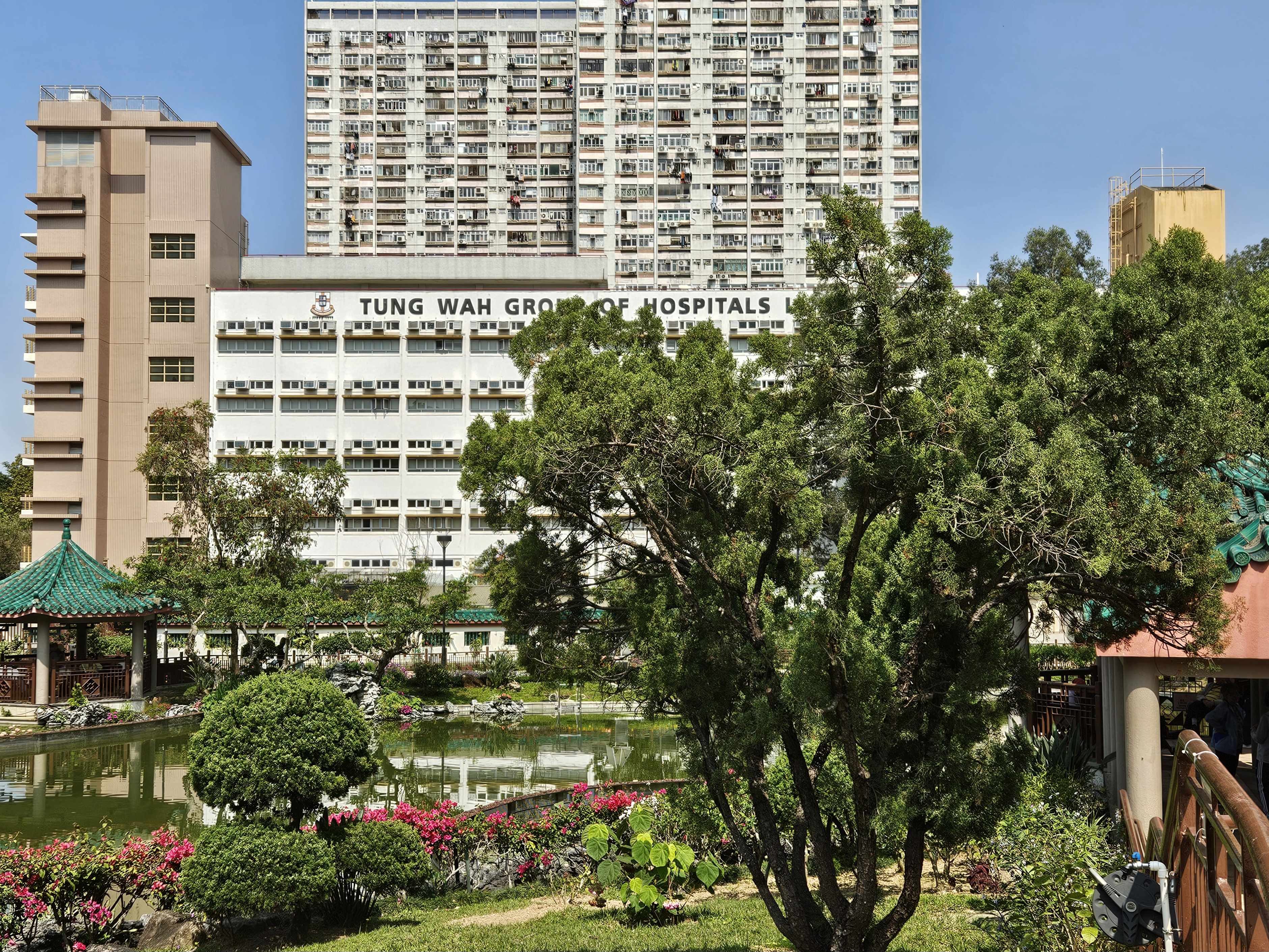
東華三院李嘉誠中學

### 幼稚園
- 基督教香港信義會祥華幼稚園 （页面存档备份，存于）（1984年創辦）（位於祥裕樓地下102-107室及祥豐樓地下101-108室及113-115室）

### 小學
- 粉嶺官立小學 （页面存档备份，存于） （位於祥華邨對面）

### 中學
- 東華三院李嘉誠中學（1982年創辦）（位於祥景樓對面）

### 專上及職業教育
- 明愛社區書院 - 粉嶺 （位於一號停車場三樓）

### 家長資源中心
- 協康會粉嶺家長資源中心 （页面存档备份，存于）（位於祥智樓B翼地下）

### 社區服務單位
- 香港青年協會祥華青年空間（位於祥禮樓3樓平台及祥樂樓地下）
- 蓬瀛仙館祥華長者鄰舍中心（位於祥智樓地下及祥禮樓2樓）
- 香港耀能協會新界東家居支援服務（位於祥禮樓2樓)
- 東華三院方王煥娣護理安老院（位於祥德樓地下及及1字樓)

### 志願團體
- 龍耳賽馬會粉嶺綜合服務中心（位於祥裕樓地下）

## 「祥華」康樂設施
區域市政局於藏霞精舍外旁建饒富書卷文化氣息之園林公園乙座，與盆栽園藝景緻特色之東華三院李嘉誠中學連仨中華傳統者合為一體也，名曰粉嶺康樂公園，達人傑地靈之果。

## 知名住客
- 劉國勳：香港立法會議員、前北區區議員，曾經居於該邨[12]。
- 黃嘉浩：於祥華邨天價換水喉工程事件中收集業主授權召開業主大會，成功暫緩更換水管工程[13]。

## 公共交通

### 祥華巴士總站
祥華巴士總站位於祥華邨停車場附近的私家路範圍內，自1984年啟用。

#### 歷史
- 1987年3月23日：77K線延長至本站為總站。
- 2013年8月24日：為配合北區「區域性巴士路線重組」第二階段實施，77K縮短路線至上水，自此曾經未有任何專營巴士以此站為總站或中途站。
- 2015年8月31日：T270線改由本站開出，並改經百和路、上水及大欖隧道前往尖沙咀東（麼地道）。
- 2018年9月26日：261X線於每日上、下午繁忙時間提供服務，途經屯門三聖邨、置樂花園、屯門市中心、上水彩園邨及粉嶺南，來回程取道屯門公路、元朗公路及新田公路往返此站至掃管笏。
- 2019年9月30日：261線北區總站由天平邨延長至此站，來回程增加途經聯和墟一帶及祥華邨，使此站再次有全日巴士路線進駐。
- 2022年9月5日：276C線北區總站由上水延長至此站，途經粉嶺南及上水一帶，於星期一至五上、下午繁忙時間提供服務。

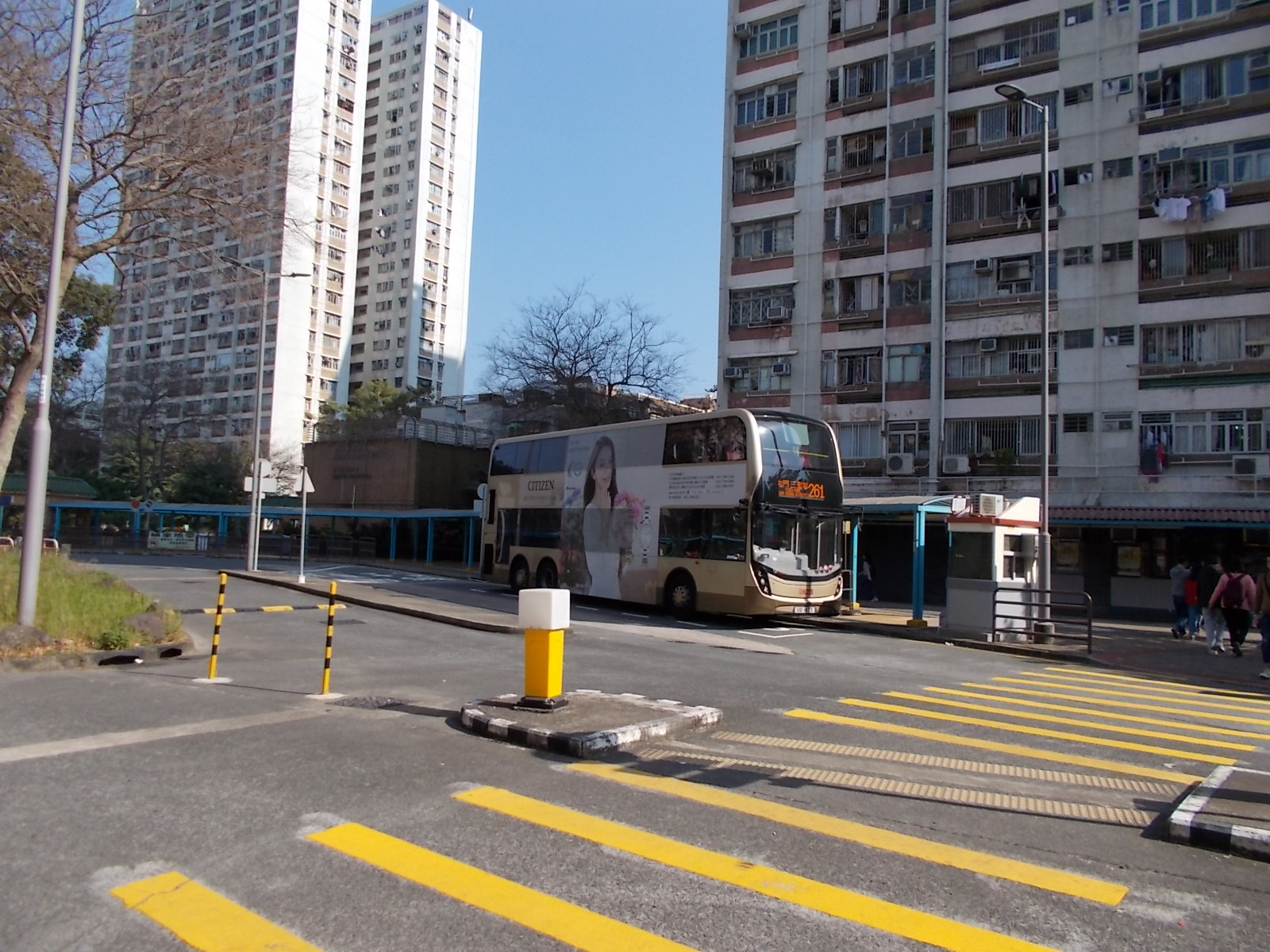
祥華巴士總站

## 所屬區議會
祥華邨全邨所有樓宇均屬於北區區議會祥華選區，前任區議員為北區區議會副主席以及民主黨北區黨團召集人陳旭明。

## 相關事件

### 天價換水喉工程
2015年，粉嶺祥華邨大業主房屋署建議使用4,700萬儲備基金更換屋苑地底水管工程，於同年6月通過有關工程，唯小業主指造價太貴及懷疑有圍標之嫌。業主先在2015年8月16舉行特別業主大會，通過「暫停工程」決議，再於同月25日另一個特別業主大會通過「重選法團」決議。但在8月25日同一個特別業主大會另一個議程「取消工程」在房署代表投下反對票下，以56,141對101,215業權份數否決此決議，意味工程將會保持在「暫停」階段。
小業主不滿房屋署「忽然」投票，違反房署保持中立的決定。房署在會上指，由於工程已經簽約，若違約小業主及房署或會面臨龐大索償，故在保障房署利益前提下，房署投反對票。
最後，4千萬的水管工程以賠償1千9百萬元結束。過程中誠實拒絕一切和談要求，直接贏取巨額利潤。

## 外部連結
- 房委會物業位置及資料 祥華邨（页面存档备份，存于）
- 香港公共屋邨原擬命名（页面存档备份，存于）